# Kína a 2016. évi nyári olimpiai játékokon
Kína a brazíliai Rio de Janeiróban megrendezett 2016. évi nyári olimpiai játékok egyik részt vevő nemzete volt. Az országot az olimpián 29 sportágban 392 sportoló képviselte, akik összesen 70 érmet szereztek.

## Érmesek
| Érem  | Versenyző | Sportág       | Versenyszám                  | Dátum         |
| ----- | --- | ------------- | ---------------------------- | ------------- |
| Arany | Ma Lung (Ma Long) | Asztalitenisz | Férfi egyes                  | augusztus 11. |
| Arany | Csang Csi-ko (Zhang Jike) Ma Lung (Ma Long) | Asztalitenisz | Férfi csapat                 | augusztus 17. |
| Arany | Ting Ning (Ding Ning) | Asztalitenisz | Női egyes                    | augusztus 10. |
| Arany | Ting Ning (Ding Ning) Li Hsziao-hszia (Li Xiaoxia) Liu Si-ven (Liu Shiwen) | Asztalitenisz | Női csapat                   | augusztus 16. |
| Arany | Vang Csen (Wang Zhen) | Atlétika      | Férfi 20 km-es gyaloglás     | augusztus 12. |
| Arany | Liu Hung (Liu Hong) | Atlétika      | Női 20 km gyaloglás          | augusztus 19. |
| Arany | Kung Csin-csie (Gong Jinjie) Csung Tien-si (Zhong Tianshi) | Kerékpározás  | Női csapatsprint             | augusztus 12. |
| Arany | Cao Jüan (Cao Yuan) | Műugrás       | Férfi egyéni műugrás         | augusztus 16. |
| Arany | Csen Aj-szen (Chen Aisen) | Műugrás       | Férfi egyéni toronyugrás     | augusztus 20. |
| Arany | Csen Aj-szen (Chen Aisen) Lin Jüe (Lin Yue) | Műugrás       | Férfi szinkron toronyugrás   | augusztus 8.  |
| Arany | Si Ting-mao (Shi Tingmao) | Műugrás       | Női egyéni műugrás           | augusztus 14. |
| Arany | Zsen Csien (Ren Qian) | Műugrás       | Női egyéni toronyugrás       | augusztus 18. |
| Arany | Si Ting-mao (Shi Tingmao) Vu Min-hszia (Wu Minxia) | Műugrás       | Női szinkron műugrás         | augusztus 7.  |
| Arany | Csen Zso-lin (Chen Ruolin) Liu Huj-hszia (Liu Huixia) | Műugrás       | Női 10 m szinkronugrás       | augusztus 9.  |
| Arany | Nemzeti válogatott Ting Hszia (Ding Xia) Kung Hsziang-jü (Gong Xiangyu) Huj Zso-csi (Hui Ruoqi) Lin Li Liu Hsziao-tung (Liu Xiaotong) Ven Csiu-jüe (Wei Qiuyue) Hszü Jün-li (Xu Yunli) Jen Ni (Yan Ni) Jang Fang-hszü (Yang Fangxu) Jüan Hszin-jüe (Yuan Xinyue) Csang Csang-ning (Zhang Changning) Csu Ting (Zhu Ting) | Röplabda      | Női röplabdatorna            | augusztus 20. |
| Arany | Csang Meng-hszüe (Zhang Mengxue) | Sportlövészet | Női légpisztoly              | augusztus 7.  |
| Arany | Ling Csing-csüan (Long Qingquan) | Súlyemelés    | Férfi 56 kg                  | augusztus 7.  |
| Arany | Si Cse-jung (Shi Zhiyong) | Súlyemelés    | Férfi 69 kg                  | augusztus 9.  |
| Arany | Teng Vej (Deng Wei) | Súlyemelés    | Női 63 kg                    | augusztus 9.  |
| Arany | Hsziang Jan-mej (Xiang Yanmei) | Súlyemelés    | Női 69 kg                    | augusztus 10. |
| Arany | Meng Szu-ping (Meng Suping) | Súlyemelés    | Női +75 kg                   | augusztus 14. |
| Arany | Csao Suaj (Zhao Shuai) | Taekwondo     | Férfi légsúly                | augusztus 17. |
| Arany | Cseng Su-jin (Zheng Shuyin) | Taekwondo     | Női nehézsúly                | augusztus 20. |
| Arany | Csen Lung (Chen Long) | Tollaslabda   | Férfi egyes                  | augusztus 20. |
| Arany | Fu Haj-feng (Fu Hai-feng) Csang Nan (Zhang Nan) | Tollaslabda   | Férfi páros                  | augusztus 19. |
| Arany | Szun Jang (Sun Yang) | Úszás         | Férfi 200 m gyors            | augusztus 8.  |
| Ezüst | Csang Csi-ko (Zhang Jike) | Asztalitenisz | Férfi egyes                  | augusztus 11. |
| Ezüst | Li Hsziao-hszia (Li Xiaoxia) | Asztalitenisz | Női egyes                    | augusztus 10. |
| Ezüst | Caj Cölin (Cai Zelin) | Atlétika      | Férfi 20 km-es gyaloglás     | augusztus 12. |
| Ezüst | Csang Ven-hsziu (Zhang Wenxiu) | Atlétika      | Női kalapácsvetés            | augusztus 15. |
| Ezüst | Ho Ce (He Zi) | Műugrás       | Női egyéni műugrás           | augusztus 14. |
| Ezüst | Sze Ja-csie (Si Yajie) | Műugrás       | Női egyéni toronyugrás       | augusztus 18. |
| Ezüst | Jin Csün-hua (Yin Junhua) | Ökölvívás     | Női könnyűsúly               | augusztus 19. |
| Ezüst | Tu Li (Du Li) | Sportlövészet | Női légpuska                 | augusztus 6.  |
| Ezüst | Csang Pin-pin (Zhang Binbin) | Sportlövészet | Női sportpuska összetett     | augusztus 11. |
| Ezüst | Lü Hsziao-csün (Lü Xiaojun) | Súlyemelés    | Férfi 77 kg                  | augusztus 10. |
| Ezüst | Tien Tao (Tian Tao) | Súlyemelés    | Férfi 85 kg                  | augusztus 12. |
| Ezüst | Huang Hszüe-csen (Huang Xuechen) Szun Ven-jan (Sun Wenyan) | Szinkronúszás | Páros                        | augusztus 16. |
| Ezüst | Ku Hsziao (Gu Xiao) Kuo Li (Guo Li) Li Hsziao-lu (Li Xiaolu) Liang Hszin-ping (Liang Xinping) Szun Ven-jan (Sun Wenyan) Tang Meng-ni Jin Cseng-hszin (Yin Chengxin) Ceng Csen (Zeng Zhen) Huang Hszüe-csen (Huang Xuechen)                                                                                              | Szinkronúszás | Csapat                       | augusztus 19. |
| Ezüst | Tung Tung (Dong Dong) | Torna         | Férfi trambulin              | augusztus 13. |
| Ezüst | Szun Jang (Sun Yang) | Úszás         | Férfi 400 m gyors            | augusztus 6.  |
| Ezüst | Hszü Csia-jü (Xu Jia-yu) | Úszás         | Férfi 100 m hát              | augusztus 8.  |
| Ezüst | Csen Pej-na (Chen Peina) | Vitorlázás    | Női szörfvitorlázás          | augusztus 14. |
| Ezüst | Hao Csia-lu (Hao Jialu) Hszü An-csi (Xu Anqi) Szun Ji-ven (Sun Yiwen) Szun Jü-csie (Sun Yujie) | Vívás         | Női párbajtőr, csapat        | augusztus 11. |
| Bronz | Tung Pin (Dong Bin) | Atlétika      | Férfi hármasugrás            | augusztus 16. |
| Bronz | Lü Hsziu-cse (Lü Xiuzhi) | Atlétika      | Női 20 km gyaloglás          | augusztus 19. |
| Bronz | Szun Jen-an (Sun Yanan) | Birkózás      | Női 48 kg                    | augusztus 17. |
| Bronz | Csang Feng-liu (Zhang Fengliu) | Birkózás      | Női 75 kg                    | augusztus 18. |
| Bronz | Cseng Hszün-csao (Cheng Xunzhao) | Cselgáncs     | Férfi középsúly              | augusztus 10. |
| Bronz | Jü Szung (Yu Song) | Cselgáncs     | Női nehézsúly                | augusztus 12. |
| Bronz | Tuan Csing-li (Duan Jingli) | Evezés        | Női egypárevezős             | augusztus 13. |
| Bronz | Huang Ven-ji (Huang Wenyi) Pan Fej-hung (Pan Feihong) | Evezés        | Női könnyűsúlyú kétpárevezős | augusztus 12. |
| Bronz | Feng San-san (Feng Shan-shan) | Golf          | Női egyéni                   | augusztus 20. |
| Bronz | Cao Jüan (Cao Yuan) Csin Kaj (Qin Kai) | Műugrás       | Férfi szinkron műugrás       | augusztus 10. |
| Bronz | Hu Csien-kuan (Hu Jianguan) | Ökölvívás     | Férfi légsúly                | augusztus 19. |
| Bronz | Zsen Can-can (Ren Cancan) | Ökölvívás     | Női légsúly                  | augusztus 18. |
| Bronz | Li Csien (Li Qian) | Ökölvívás     | Női középsúly                | augusztus 19. |
| Bronz | Li Jüe-hung (Li Yuehong) | Sportlövészet | Férfi gyorstüzelő pisztoly   | augusztus 13. |
| Bronz | Pang Vej (Pang Wei) | Sportlövészet | Férfi légpisztoly            | augusztus 6.  |
| Bronz | Ji Sze-ling (Yi Siling) | Sportlövészet | Női légpuska                 | augusztus 16. |
| Bronz | Tu Li (Du Li) | Sportlövészet | Női sportpuska összetett     | augusztus 11. |
| Bronz | Csang Nan (Zhang Nan) Csao Jün-lej (Zhao Yunlei) | Tollaslabda   | Vegyes páros                 | augusztus 16. |
| Bronz | Teng Su-ti (Teng Su-ti) Lin Csao-pan (Lin Chaopan) Liu Jang (Liu Yang) Ju Hao (You Hao) Csang Cseng-lung (Zhang Chenglong) | Torna         | Férfi csapat összetett       | augusztus 8.  |
| Bronz | Fan Ji-lin (Fan Yilin) Mao Ji (Mao Yi) Sang Csun-szung (Shang Chunsong) Tan Csia-hszin (Tan Jiaxin) Vang Jen (Wang Yan) | Torna         | Női csapat összetett         | augusztus 9.  |
| Bronz | Kao Lej (Gao Lei) | Torna         | Férfi trambulin              | augusztus 13. |
| Bronz | Li Tan (Li Dan) | Torna         | Női trambulin                | augusztus 12. |
| Bronz | Vang Sun (Wang Shun) | Úszás         | Férfi 200 m vegyes           | augusztus 11. |
| Bronz | Fu Jüan-huj (Fu Yuan-hui) | Úszás         | Női 100 m hát                | augusztus 8.  |
| Bronz | Si Csing-lin (Shi Jinglin) | Úszás         | Női 200 m mell               | augusztus 11. |
| Bronz | Szun Ji-ven (Sun Yiwen) | Vívás         | Női párbajtőr, egyéni        | augusztus 6.  |

| Sportág       | 1  | 2  | 3  | Összesen |
| Műugrás       | 7  | 2  | 1  | 10       |
| Súlyemelés    | 5  | 2  | 0  | 7        |
| Asztalitenisz | 4  | 2  | 0  | 6        |
| Atlétika      | 2  | 2  | 2  | 6        |
| Tollaslabda   | 2  | 0  | 1  | 3        |
| Taekwondo     | 2  | 0  | 0  | 2        |
| Sportlövészet | 1  | 2  | 4  | 7        |
| Úszás         | 1  | 2  | 3  | 6        |
| Kerékpározás  | 1  | 0  | 0  | 1        |
| Röplabda      | 1  | 0  | 0  | 1        |
| Szinkronúszás | 0  | 2  | 0  | 2        |
| Torna         | 0  | 1  | 4  | 5        |
| Ökölvívás     | 0  | 1  | 3  | 4        |
| Vívás         | 0  | 1  | 1  | 2        |
| Vitorlázás    | 0  | 1  | 0  | 1        |
| Cselgáncs     | 0  | 0  | 2  | 2        |
| Evezés        | 0  | 0  | 2  | 2        |
| Birkózás      | 0  | 0  | 2  | 2        |
| Golf          | 0  | 0  | 1  | 1        |
| Összesen      | 26 | 18 | 26 | 70       |

| Érmek napok szerint | Érmek napok szerint | Érmek napok szerint | Érmek napok szerint | Érmek napok szerint | Érmek napok szerint | Érmek napok szerint |
| ------------------- | ------------------- | ------------------- | ------------------- | ------------------- | ------------------- | ------------------- |
| Nap                 | Dátum               | 1                   | 2                   | 3                   | Összesen            |                     |
| 1                   | augusztus 6.        | 0                   | 2                   | 3                   | 5                   |                     |
| 2                   | augusztus 7.        | 3                   | 0                   | 0                   | 3                   |                     |
| 3                   | augusztus 8.        | 2                   | 1                   | 2                   | 5                   |                     |
| 4                   | augusztus 9.        | 3                   | 0                   | 1                   | 4                   |                     |
| 5                   | augusztus 10.       | 2                   | 2                   | 2                   | 6                   |                     |
| 6                   | augusztus 11.       | 1                   | 3                   | 3                   | 7                   |                     |
| 7                   | augusztus 12.       | 2                   | 2                   | 3                   | 7                   |                     |
| 8                   | augusztus 13.       | 0                   | 1                   | 3                   | 4                   |                     |
| 9                   | augusztus 14.       | 2                   | 2                   | 0                   | 4                   |                     |
| 10                  | augusztus 15.       | 0                   | 1                   | 0                   | 1                   |                     |
| 11                  | augusztus 16        | 2                   | 1                   | 2                   | 5                   |                     |
| 12                  | augusztus 17.       | 2                   | 0                   | 1                   | 3                   |                     |
| 13                  | augusztus 18.       | 1                   | 1                   | 2                   | 4                   |                     |
| 14                  | augusztus 19.       | 2                   | 2                   | 3                   | 7                   |                     |
| 15                  | augusztus 20.       | 4                   | 0                   | 1                   | 5                   |                     |
|                     | Összesen            | 26                  | 18                  | 26                  | 70                  |                     |

| Érmek nemek eloszlása szerint | Érmek nemek eloszlása szerint | Érmek nemek eloszlása szerint | Érmek nemek eloszlása szerint | Érmek nemek eloszlása szerint | Érmek nemek eloszlása szerint | Érmek nemek eloszlása szerint |
| ----------------------------- | ----------------------------- | ----------------------------- | ----------------------------- | ----------------------------- | ----------------------------- | ----------------------------- |
| Nem                           | 1                             | 2                             | 3                             | Összesen                      | Százalék                      |                               |
| Férfiak                       | 12                            | 7                             | 9                             | 28                            | 40,0%                         |                               |
| Nők                           | 14                            | 11                            | 16                            | 41                            | 58,6%                         |                               |
| Vegyes                        | 0                             | 0                             | 1                             | 1                             | 1,4%                          |                               |
| Összesen                      | 26                            | 18                            | 26                            | 70                            | 100%                          |                               |

## Asztalitenisz
Férfi
| Versenyző                                                       | Versenyszám | Selejtező         | 64-es főtábla     | 48-as főtábla     | 32-es főtábla                                  | Nyolcaddöntő                                                                  | Negyeddöntő                                                                  | Elődöntő | Döntő                                                            | Helyezés |
| Versenyző                                                       | Versenyszám | Ellenfél Eredmény | Ellenfél Eredmény | Ellenfél Eredmény | Ellenfél Eredmény                              | Ellenfél Eredmény                                                             | Ellenfél Eredmény                                                            | Ellenfél Eredmény                                                                                             | Ellenfél Eredmény                                                | Helyezés |
| --------------------------------------------------------------- | ----------- | ----------------- | ----------------- | ----------------- | ---------------------------------------------- | ----------------------------------------------------------------------------- | ---------------------------------------------------------------------------- | --- | ---------------------------------------------------------------- | -------- |
| Csang Csi-ko (Zhang Jike)                                       | Egyes       | erőnyerő          | erőnyerő          | erőnyerő          | Chen Chien-An (TPE) · 11–5, 13–11, 12–10, 11–7 | Adrian Crişan (ROU) · 11–8, 11–9, 14–12, 11–5                                 | Niva Kóki (JPN) · 5–11, 11–4, 11–7, 11–7, 11–4                               | Uladzimir Szamszonav (BLR) · 11–9, 13–11, 12–10, 6–11, 11–9                                                   | Ma Lung (Ma Long) (CHN) · 12–14, 5–11, 4–11, 4–11                |          |
| Ma Lung (Ma Long)                                               | Egyes       | erőnyerő          | erőnyerő          | erőnyerő          | Jonathan Groth (DEN) · 11–3, 11–2, 11–3, 11–9  | Csong Jongsik (Jeong Young-Sik) (KOR) · 6–11, 10–12, 11–5, 11–1, 13–11, 13–11 | Quadri Aruna (NGR) · 11–4, 11–2, 11–6, 11–7                                  | Mizutani Dzsun (JPN) · 11–5, 11–5, 11–5, 7–11, 10–12, 11–5                                                    | Csang Csi-ko (Zhang Jike) (CHN) · 14–12, 11–5, 11–4, 11–4        |          |
| Csang Csi-ko (Zhang Jike) Hszü Hszin (Xu Xin) Ma Lung (Ma Long) | Csapat      |                   |                   |                   |                                                | Nigéria (NGR) · Bode Abiodun · Quadri Aruna · Segun Toriola · 3–0             | Nagy-Britannia (GBR) · Paul Drinkhall · Liam Pitchford · Samuel Walker · 3–0 | Dél-Korea (KOR) · Csu Szehjok (Ju Se-hyuk) · Csong Jongsik (Jeong Young-Sik) · I Szangszu (Lee Sang-Su) · 3–0 | Japán (JPN) · Josimura Maharu · Mizutani Dzsun · Niva Kóki · 3–1 |          |

Női
| Versenyző                                                                  | Versenyszám | Selejtező         | 64-es főtábla     | 48-as főtábla     | 32-es főtábla                                   | Nyolcaddöntő                                                         | Negyeddöntő                                                                   | Elődöntő                                                                                                  | Döntő                                                                                        | Helyezés |
| Versenyző                                                                  | Versenyszám | Ellenfél Eredmény | Ellenfél Eredmény | Ellenfél Eredmény | Ellenfél Eredmény                               | Ellenfél Eredmény                                                    | Ellenfél Eredmény                                                             | Ellenfél Eredmény                                                                                         | Ellenfél Eredmény                                                                            | Helyezés |
| -------------------------------------------------------------------------- | ----------- | ----------------- | ----------------- | ----------------- | ----------------------------------------------- | -------------------------------------------------------------------- | ----------------------------------------------------------------------------- | --- | -------------------------------------------------------------------------------------------- | -------- |
| Li Hsziao-hszia (Li Xiaoxia)                                               | Egyes       | erőnyerő          | erőnyerő          | erőnyerő          | Fen Li (SWE) · 11–7, 11–7, 11–8, 11–7           | Lee Ho Ching (HKG) · 11–5, 11–6, 11–4, 11–4                          | Cseng Ji-csing (Cheng I-Ching) (TPE) · 11–5, 11–5, 11–6, 11–6                 | Fukuhara Ai (JPN) · 11–4, 11–3, 11–1, 11–1                                                                | Ting Ning (Ding Ning) (CHN) · 9–11, 11–5, 12–14, 11–9, 11–8, 7–11, 7–11                      |          |
| Ting Ning (Ding Ning)                                                      | Egyes       | erőnyerő          | erőnyerő          | erőnyerő          | Elizabeta Samara (ROU) · 11–5, 11–8, 11–5, 11–2 | Tou Hój-kam (Doo Hoi Kem) (HKG) · 11–3, 11–5, 11–4, 11–4             | Han Jing (Han Ying) (GER) · 11–8, 11–5, 11–3, 11–7                            | Kim Szongi (Kim Song-i) (PRK) · 11–5, 9–11, 11–6, 11–3, 11–9                                              | Li Hsziao-hszia (Li Xiaoxia) (CHN) · 11–9, 5–11, 14–12, 9–11, 8–11, 11–7, 11–7               |          |
| Ting Ning (Ding Ning) Li Hsziao-hszia (Li Xiaoxia) Liu Si-ven (Liu Shiwen) | Csapat      |                   |                   |                   |                                                 | Brazília (BRA) · Caroline Kumahara · Gui Lin · Bruna Takahashi · 3–0 | Észak-Korea (PRK) · Ri Migjong · Ri Mjongszun · Kim Szongi (Kim Song-i) · 3–0 | Szingapúr (SIN) · Jü Meng-jü (Yu Mengyu) · Feng Tien-vej (Feng Tian Wei) · Csou Ji-han (Zhou Yihan) · 3–0 | Németország (GER) · San Hsziao-na (Shan Xiaona) · Han Jing (Han Ying) · Petrissa Solja · 3–0 |          |

## Atlétika
Férfi
| Versenyző                                                            | Versenyszám     | Selejtező | Selejtező | Selejtező | Előfutam | Előfutam | Előfutam | Elődöntő | Elődöntő | Elődöntő | Döntő   | Döntő    |
| Versenyző                                                            | Versenyszám     | Idő       | Hely.     | Össz.     | Idő      | Hely.    | Össz.    | Idő      | Hely.    | Össz.    | Idő     | Helyezés |
| -------------------------------------------------------------------- | --------------- | --------- | --------- | --------- | -------- | -------- | -------- | -------- | -------- | -------- | ------- | -------- |
| Su Bingtian                                                          | 100 m           | kiemelt   | kiemelt   | kiemelt   | 10,17    | 3.       | 17.*     | 10,08    | 4.       | 14.*     | kiesett | kiesett  |
| Csang Pej-meng (Zhang Peimeng)                                       | 100 m           | kiemelt   | kiemelt   | kiemelt   | 10,36    | 7.*      | 48.**    | kiesett  | kiesett  | kiesett  | kiesett | kiesett  |
| Xie Zhenye                                                           | 100 m           | kiemelt   | kiemelt   | kiemelt   | 10,08    | 1.       | 5.       | 10,11    | 7.       | 16.      | kiesett | kiesett  |
| Hszie Ven-csün (Xie Wenjun)                                          | 110 m gát       |           |           |           | 13,69    | 7.       | 27.      | kiesett  | kiesett  | kiesett  | kiesett | kiesett  |
| Duo Bujie                                                            | Maraton         |           |           |           |          |          |          |          |          |          | 2:24:22 | 91.      |
| Dong Guojian                                                         | Maraton         |           |           |           |          |          |          |          |          |          | 2:15:32 | 29.      |
| Zhu Renxue                                                           | Maraton         |           |           |           |          |          |          |          |          |          | 2:25:31 | 96.      |
| Csen Ting (Chen Ding)                                                | 20 km gyaloglás |           |           |           |          |          |          |          |          |          | 1:23:54 | 39.      |
| Caj Cö-lin (Cai Zelin)                                               | 20 km gyaloglás |           |           |           |          |          |          |          |          |          | 1:19:26 |          |
| Vang Csen (Wang Zhen)                                                | 20 km gyaloglás |           |           |           |          |          |          |          |          |          | 1:19:14 |          |
| Han Jü-cseng (Han Yucheng)                                           | 50 km gyaloglás |           |           |           |          |          |          |          |          |          | 4:32:35 | 47.      |
| Wang Zhendong                                                        | 50 km gyaloglás |           |           |           |          |          |          |          |          |          | 3:48:50 | 21.      |
| Yu Wei                                                               | 50 km gyaloglás |           |           |           |          |          |          |          |          |          | 3:43:00 | 5.       |
| Tang Xingqiang Xie Zhenye Su Bingtian Csang Pej-meng (Zhang Peimeng) | 4 × 100 m váltó |           |           |           | 37,82    | 2.       | 3.       |          |          |          | 37,90   | 4.       |

| Versenyző           | Versenyszám | Selejtező                | Selejtező                | Döntő    | Döntő    |
| Versenyző           | Versenyszám | Eredmény                 | Helyezés                 | Eredmény | Helyezés |
| ------------------- | ----------- | ------------------------ | ------------------------ | -------- | -------- |
| Zhang Guowei        | Magasugrás  | 222 cm                   | 25.**                    | kiesett  | kiesett  |
| Wang Yu             | Magasugrás  | 222 cm                   | 32.                      | kiesett  | kiesett  |
| Huang Bokai         | Rúdugrás    | 545 cm                   | 16.***                   | kiesett  | kiesett  |
| Xue Changrui        | Rúdugrás    | 570 cm                   | 4.*                      | 565 cm   | 6.       |
| Yao Jie             | Rúdugrás    | 560 cm                   | 14.                      | kiesett  | kiesett  |
| Huang Changzhou     | Távolugrás  | 795 cm                   | 9.                       | 786 cm   | 11.      |
| Wang Jianan         | Távolugrás  | 824 cm                   | 1.                       | 817 cm   | 5.       |
| Gao Xinglong        | Távolugrás  | érvényes kísérlet nélkül | érvényes kísérlet nélkül | kiesett  | kiesett  |
| Tung Pin (Dong Bin) | Hármasugrás | 17,10 m                  | 2.                       | 17,58 m  |          |
| Cao Shuo            | Hármasugrás | 16,97 m                  | 5.                       | 17,13 m  | 4.       |
| Xu Xiaolong         | Hármasugrás | 16,65 m                  | 11.                      | 16,41 m  | 11.      |

Női
| Versenyző                                    | Versenyszám     | Selejtező | Selejtező | Selejtező | Előfutam | Előfutam | Előfutam | Elődöntő | Elődöntő | Elődöntő | Döntő   | Döntő    |
| Versenyző                                    | Versenyszám     | Idő       | Hely.     | Össz.     | Idő      | Hely.    | Össz.    | Idő      | Hely.    | Össz.    | Idő     | Helyezés |
| -------------------------------------------- | --------------- | --------- | --------- | --------- | -------- | -------- | -------- | -------- | -------- | -------- | ------- | -------- |
| Wei Yongli                                   | 100 m           | kiemelt   | kiemelt   | kiemelt   | 11,48    | 5.       | 33.**    | kiesett  | kiesett  | kiesett  | kiesett | kiesett  |
| Yuan Qiqi                                    | 100 m           | kiemelt   | kiemelt   | kiemelt   | 11,56    | 6.       | 39.*     | kiesett  | kiesett  | kiesett  | kiesett | kiesett  |
| Wang Chunyu                                  | 800 m           |           |           |           | 1:59,93  | 4.       | 14.      | 2:04,05  | 8.       | 23.      | kiesett | kiesett  |
| Wu Shuijiao                                  | 100 m gát       |           |           |           | 13,03    | 4.       | 25.      | kiesett  | kiesett  | kiesett  | kiesett | kiesett  |
| Zhang Xinyan                                 | 3000 m akadály  |           |           |           | 9:31,47  | 5.       | 19.      |          |          |          | kiesett | kiesett  |
| Yue Chao                                     | Maraton         |           |           |           |          |          |          |          |          |          | 2:39:09 | 53.      |
| Hua Shaoqing                                 | Maraton         |           |           |           |          |          |          |          |          |          | 2:45:09 | 79.      |
| Liu Hung (Liu Hong)                          | 20 km gyaloglás |           |           |           |          |          |          |          |          |          | 1:28:35 |          |
| Csiejang Si-csie (Qieyang Shijie)            | 20 km gyaloglás |           |           |           |          |          |          |          |          |          | 1:29:04 | 5.       |
| Lü Hsziu-cse (Lü Xiuzhi)                     | 20 km gyaloglás |           |           |           |          |          |          |          |          |          | 1:28:42 |          |
| Yuan Qiqi Wei Yongli Ge Manqi Liang Xiaojing | 4 × 100 m váltó |           |           |           | 42,70    | 5.       | 9.       |          |          |          | kiesett | kiesett  |

| Versenyző                      | Versenyszám   | Selejtező                | Selejtező                | Döntő                    | Döntő                    |
| Versenyző                      | Versenyszám   | Eredmény                 | Helyezés                 | Eredmény                 | Helyezés                 |
| ------------------------------ | ------------- | ------------------------ | ------------------------ | ------------------------ | ------------------------ |
| Li Ling                        | Rúdugrás      | 455 cm                   | 16.                      | kiesett                  | kiesett                  |
| Ren Mengqian                   | Rúdugrás      | érvényes kísérlet nélkül | érvényes kísérlet nélkül | kiesett                  | kiesett                  |
| Li Xiaohong                    | Hármasugrás   | 13,30 m                  | 34.                      | kiesett                  | kiesett                  |
| Kao Jang (Gao Yang)            | Súlylökés     | 16,17 m                  | 33.                      | kiesett                  | kiesett                  |
| Pien Ka (Bian Ka)              | Súlylökés     | 17,68 m                  | 16.                      | kiesett                  | kiesett                  |
| Kung Li-csiao (Gong Lijiao)    | Súlylökés     | 18,74 m                  | 5.                       | 19,39 m                  | 4.                       |
| Feng Bin                       | Diszkoszvetés | 62,01 m                  | 8.                       | 63,06 m                  | 8.                       |
| Chen Yang                      | Diszkoszvetés | 61,44 m                  | 10.                      | 63,11 m                  | 7.                       |
| Su Xinyue                      | Diszkoszvetés | 65,14 m                  | 2.                       | 64,37 m                  | 5.                       |
| Liu Tingting                   | Kalapácsvetés | 69,14 m                  | 16.                      | kiesett                  | kiesett                  |
| Csang Ven-hsziu (Zhang Wenxiu) | Kalapácsvetés | 73,58 m                  | 2.                       | 76,75 m                  |                          |
| Vang Cseng (Wang Zheng)        | Kalapácsvetés | 70,60 m                  | 10.                      | érvényes kísérlet nélkül | érvényes kísérlet nélkül |
| Lu Huihui                      | Gerelyhajítás | 63,28 m                  | 7.                       | 64,04 m                  | 7.                       |
| Li Lingwei                     | Gerelyhajítás | 60,91 m                  | 15.                      | kiesett                  | kiesett                  |
| Liu Shiying                    | Gerelyhajítás | 57,16 m                  | 23.                      | kiesett                  | kiesett                  |

* - egy másik versenyzővel azonos eredményt ért el

** - két másik versenyzővel azonos eredményt ért el

*** - négy másik versenyzővel azonos eredményt ért el

## Birkózás

### Férfi
Kötöttfogású
| Versenyző           | Versenyszám | Selejtező         | Nyolcaddöntő                    | Negyeddöntő                | Elődöntő          | Vigaszág első kör | Vigaszág elődöntő                   | Bronz- mérkőzés   | Döntő             | Helyezés |
| Versenyző           | Versenyszám | Ellenfél Eredmény | Ellenfél Eredmény               | Ellenfél Eredmény          | Ellenfél Eredmény | Ellenfél Eredmény | Ellenfél Eredmény                   | Ellenfél Eredmény | Ellenfél Eredmény | Helyezés |
| ------------------- | ----------- | ----------------- | ------------------------------- | -------------------------- | ----------------- | ----------------- | ----------------------------------- | ----------------- | ----------------- | -------- |
| Wang Lumin          | 59 kg       | erőnyerő          | Andrés Montaño (ECU) · 8–0      | Ismael Borrero (CUB) · 0–8 |                   |                   | Arszen Eralijev (KGZ) · 2–4         | kiesett           |                   | 8.       |
| Jang Bin (Yang Bin) | 75 kg       | erőnyerő          | Zied Ayt Okrame (MAR) · 5–0     | Roman Vlaszov (RUS) · 0–8  |                   |                   | Kim Hjonu (Kim Hyeon-u) (KOR) · 1–3 | kiesett           |                   | 9.       |
| Peng Fei            | 85 kg       | erőnyerő          | Dzsavid Hamzatav (BLR) · 0–4    | kiesett                    | kiesett           | kiesett           | kiesett                             | kiesett           | kiesett           | 17.      |
| Xiao Di             | 98 kg       | erőnyerő          | Yasmany Lugo (CUB) · 0–2        |                            |                   |                   | Gászem Rezái (IRI) · 0–7            | kiesett           |                   | 19.      |
| Meng Qiang          | 130 kg      | erőnyerő          | Bashir Babajanzadeh (IRI) · 1–3 | kiesett                    | kiesett           | kiesett           | kiesett                             | kiesett           | kiesett           | 13.      |

Szabadfogású
| Versenyző          | Versenyszám | Selejtező                  | Nyolcaddöntő                         | Negyeddöntő       | Elődöntő          | Vigaszág első kör | Vigaszág elődöntő | Bronz- mérkőzés   | Döntő             | Helyezés |
| Versenyző          | Versenyszám | Ellenfél Eredmény          | Ellenfél Eredmény                    | Ellenfél Eredmény | Ellenfél Eredmény | Ellenfél Eredmény | Ellenfél Eredmény | Ellenfél Eredmény | Ellenfél Eredmény | Helyezés |
| ------------------ | ----------- | -------------------------- | ------------------------------------ | ----------------- | ----------------- | ----------------- | ----------------- | ----------------- | ----------------- | -------- |
| Katai Yeerlanbieke | 65 kg       | Sahit Prizreni (AUS) · 6–1 | Ganzorigiin Mandakhnaran (MGL) · 0–3 | kiesett           | kiesett           | kiesett           | kiesett           | kiesett           | kiesett           | 12.      |
| Bi Shengfeng       | 86 kg       | erőnyerő                   | Şərif Şərifov (AZE) · 0–10           | kiesett           | kiesett           | kiesett           | kiesett           | kiesett           | kiesett           | 19.      |
| Teng Cse-vej       | 125 kg      | erőnyerő                   | Levan Berianidze (ARM) · 2–2         | kiesett           | kiesett           | kiesett           | kiesett           | kiesett           | kiesett           | 13.      |

### Női
Szabadfogású
| Versenyző                      | Versenyszám | Selejtező               | Nyolcaddöntő                     | Negyeddöntő                       | Elődöntő                | Vigaszág első kör              | Vigaszág elődöntő           | Bronz- mérkőzés                      | Döntő             | Helyezés |
| Versenyző                      | Versenyszám | Ellenfél Eredmény       | Ellenfél Eredmény                | Ellenfél Eredmény                 | Ellenfél Eredmény       | Ellenfél Eredmény              | Ellenfél Eredmény           | Ellenfél Eredmény                    | Ellenfél Eredmény | Helyezés |
| ------------------------------ | ----------- | ----------------------- | -------------------------------- | --------------------------------- | ----------------------- | ------------------------------ | --------------------------- | ------------------------------------ | ----------------- | -------- |
| Szun Jen-an (Sun Yanan)        | 48 kg       | erőnyerő                | Jasmine Mian (RUS) · 14–4        | Vinesh Phogat (IND) · 2–1 feladta | Tószaka Eri (JPN) · 3–8 |                                |                             | Zsuldiz Esimova (KAZ) · 10–0         |                   |          |
| Zhong Xuechun                  | 53 kg       | Nina Hemmer (GER) · 6–1 | Helen Maroulis (USA) · 0–10      |                                   |                         | Yuliya Khavaldzhy (UKR) · 11–1 | Csong Mjongszuk (PRK) · 5–5 | Sofia Mattsson (SWE) · 0–6 kétvállas |                   | 5.       |
| Xu Rui                         | 63 kg       | erőnyerő                | Julija Osztapcsuk (UKR) · 3–1    | Inna Trazsukova (RUS) · 4–5       | kiesett                 | kiesett                        | kiesett                     | kiesett                              | kiesett           | 11.      |
| Zhou Feng                      | 69 kg       | erőnyerő                | Aline Rotter-Focken (GER) · 3–11 | kiesett                           | kiesett                 | kiesett                        | kiesett                     | kiesett                              | kiesett           | 12.      |
| Csang Feng-liu (Zhang Fengliu) | 75 kg       | erőnyerő                | Epp Mäe (EST) · 6–4              | Erica Wiebe (CAN) · 2–5           |                         |                                | Maria Selmaier (GER) · 10–0 | Vaszilisza Marzaljuk (BLR) · 8–4     |                   |          |

## Cselgáncs
Férfi
| Versenyző                        | Versenyszám | Selejtező         | 32-es főtábla                            | Nyolcaddöntő                          | Negyeddöntő                        | Elődöntő                         | Vigaszág elődöntő | Bronz- mérkőzés                                    | Döntő             | Helyezés |
| Versenyző                        | Versenyszám | Ellenfél Eredmény | Ellenfél Eredmény                        | Ellenfél Eredmény                     | Ellenfél Eredmény                  | Ellenfél Eredmény                | Ellenfél Eredmény | Ellenfél Eredmény                                  | Ellenfél Eredmény | Helyezés |
| -------------------------------- | ----------- | ----------------- | ---------------------------------------- | ------------------------------------- | ---------------------------------- | -------------------------------- | ----------------- | -------------------------------------------------- | ----------------- | -------- |
| Ma Duanbin                       | Harmatsúly  | erőnyerő          | Anass Houssein (DJI) · 110(0)-000(0)     | Ebinuma Maszasi (JPN) · 000(0)–111(0) | kiesett                            | kiesett                          |                   |                                                    |                   | 9.       |
| Sai Yinjirigala                  | Könnyűsúly  | erőnyerő          | Alex William Silva (BRA) · 001(0)-000(0) | Gyenyisz Jarcev (RUS) · 000(1)–100(1) | kiesett                            | kiesett                          |                   |                                                    |                   | 9.       |
| Cseng Hszün-csao (Cheng Xunzhao) | Középsúly   | erőnyerő          | Ilíasz Iliádisz (GRE) · 100(0)-000(0)    | Tóth Krisztián (HUN) · 100(0)-000(0)  | Marcus Nyman (SWE) · 100(1)-000(1) | Baker Masú (JPN) · 000(0)–101(1) |                   | Lkhagvasürengiin Otgonbaatar (MGL) · 001(2)-000(1) |                   |          |

Női
| Versenyző          | Versenyszám  | Selejtező                               | Nyolcaddöntő                                   | Negyeddöntő                          | Elődöntő                               | Vigaszág elődöntő                  | Bronz- mérkőzés                                     | Döntő             | Helyezés |
| Versenyző          | Versenyszám  | Ellenfél Eredmény                       | Ellenfél Eredmény                              | Ellenfél Eredmény                    | Ellenfél Eredmény                      | Ellenfél Eredmény                  | Ellenfél Eredmény                                   | Ellenfél Eredmény | Helyezés |
| ------------------ | ------------ | --------------------------------------- | ---------------------------------------------- | ------------------------------------ | -------------------------------------- | ---------------------------------- | --------------------------------------------------- | ----------------- | -------- |
| Ma Yingnan         | Harmatsúly   | erőnyerő                                | Joana Ramos (POR) · 100(0)-000(0)              | Érika Miranda (BRA) · 010(1)-000(0)  | Odette Giuffrida (ITA) · 000(1)–000(0) |                                    | Natalja Kuzjutyina (RUS) · 000(1)–100(2)            |                   | 5.       |
| Yang Junxia        | Váltósúly    | Marian Urdabayeva (KAZ) · 100(0)-000(0) | Cedevszürengín Mönhdzajá (MGL) · 100(0)-001(0) | Tina Trstenjak (SLO) · 000(0)–101(0) |                                        | Yarden Gerbi (ISR) · 000(0)–010(2) | kiesett                                             |                   | 7.       |
| Zhou Chao          | Középsúly    | Tacsimoto Haruka (JPN) · 000(0)–100(0)  | kiesett                                        | kiesett                              | kiesett                                |                                    |                                                     |                   | 17.      |
| Zhang Zhehui       | Félnehézsúly | erőnyerő                                | Kayla Harrison (USA) · 000(0)–100(0)           | kiesett                              | kiesett                                |                                    |                                                     |                   | 9.       |
| Jü Szung (Yu Song) | Nehézsúly    | erőnyerő                                | Sonia Asselah (ALG) · 100(1)-000(2)            | Kayra Sayıt (TUR) · 102(2)-000(2)    | Émilie Andéol (FRA) · 000(0)–100(0)    |                                    | Kim Mindzsong (Kim Min-jeong) (KOR) · 100(1)-000(0) |                   |          |

## Evezés
Férfi
| Versenyző                                     | Versenyszám                          | Előfutam | Előfutam | Vigaszág | Vigaszág | Elődöntő | Elődöntő | Elődöntő | Döntő | Döntő   | Döntő | Helyezés |
| Versenyző                                     | Versenyszám                          | Idő      | Hely.    | Idő      | Hely.    | Típus    | Idő      | Hely.    | Típus | Idő     | Hely. | Helyezés |
| --------------------------------------------- | ------------------------------------ | -------- | -------- | -------- | -------- | -------- | -------- | -------- | ----- | ------- | ----- | -------- |
| Szun Man Wang Chunxin                         | Könnyűsúlyú kétpárevezős             | 6:30,83  | 4.       | 7:03,88  | 2.       | A/B      | 7:01,49  | 6.       | B     | 6:40,74 | 5.    | 11.      |
| Jin Wei Zhao Jingbin Yu Chenggang Wang Tiexin | Könnyűsúlyú kormányos nélküli négyes | 6:03,43  | 2.       | erőnyerő | erőnyerő | A/B      | 6:27,27  | 5.       | B     | 6:32,78 | 2.    | 8.       |

Női
| Versenyző                                             | Versenyszám              | Előfutam | Előfutam | Vigaszág | Vigaszág | Negyeddöntő | Negyeddöntő | Elődöntő | Elődöntő | Elődöntő | Döntő | Döntő   | Döntő | Helyezés |
| Versenyző                                             | Versenyszám              | Idő      | Hely.    | Idő      | Hely.    | Idő         | Hely.       | Típus    | Idő      | Hely.    | Típus | Idő     | Hely. | Helyezés |
| ----------------------------------------------------- | ------------------------ | -------- | -------- | -------- | -------- | ----------- | ----------- | -------- | -------- | -------- | ----- | ------- | ----- | -------- |
| Tuan Csing-li (Duan Jingli)                           | Egypárevezős             | 8:18,57  | 1.       | erőnyerő | erőnyerő | 7:27,88     | 2.          | A/B      | 7:43,97  | 1.       | A     | 7:24,13 | 3.    |          |
| Lü Yang Zhu Weiwei                                    | Kétpárevezős             | 7:25,19  | 2.       | erőnyerő | erőnyerő |             |             | A/B      | 7:05,31  | 6.       | B     | 7:45,68 | 5.    | 11.      |
| Huang Ven-ji (Huang Wenyi) Pan Fej-hung (Pan Feihong) | Könnyűsúlyú kétpárevezős | 7:00,13  | 1.       | erőnyerő | erőnyerő |             |             | A/B      | 7:20,94  | 3.       | A     | 7:06,49 | 3.    |          |
| Zhang Min Miao Tian                                   | Kormányos nélküli kettes | 7:15,66  | 3.       | erőnyerő | erőnyerő |             |             | A/B      | 7:30,90  | 4.       | B     | 7:17,12 | 1.    | 7.       |
| Zhang Ling Jiang Yan Wang Yuwei Zhang Xinyue          | Négypárevezős            | 6:40,21  | 4.       | 6:28,49  | 3.       |             |             |          |          |          | A     | 6:59,45 | 6.    | 6.       |

## Golf
| Versenyző                     | Versenyszám  | 1. forduló | 1. forduló | 2. forduló | 2. forduló | 3. forduló | 3. forduló | 4. forduló | 4. forduló | Összesen | Összesen | Összesen |
| Versenyző                     | Versenyszám  | Pont       | Par        | Pont       | Par        | Pont       | Par        | Pont       | Par        | Pontszám | Par      | Helyezés |
| ----------------------------- | ------------ | ---------- | ---------- | ---------- | ---------- | ---------- | ---------- | ---------- | ---------- | -------- | -------- | -------- |
| Wu Ashun                      | Férfi egyéni | 74         | +3         | 71         | 0          | 70         | −1         | 68         | −3         | 283      | −1       | 30.      |
| Li Haotong                    | Férfi egyéni | 70         | −1         | 73         | +2         | 71         | 0          | 75         | +4         | 289      | +5       | 50.      |
| Feng San-san (Feng Shan-shan) | Női egyéni   | 70         | −1         | 67         | −4         | 68         | −3         | 69         | −2         | 274      | −10      |          |
| Lin Hszi-jü (Lin Xiyu)        | Női egyéni   | 72         | +1         | 74         | +3         | 74         | +3         | 69         | −2         | 289      | +5       | 38.      |

## Gyeplabda

### Női
| Kínai női gyeplabdacsapat-játékoskeret | Kínai női gyeplabdacsapat-játékoskeret                                                                                     |
| --- | --- |
| - Cui Qiuxia (C) - Csao Jü-tiao (Zhao Yudiao) - De Jiaojiao - Li Dongxiao (C) - Li Hung-hszia (Li Hongxia) - Li Jiaqi - Liang Meiyu - Ou Zixia - Peng Jang | - Szung Csing-ling (Song Qingling) - Sun Xiao - Wang Mengyu - Wang Na - Wu Qiong - Zhang Jinrong - Zhang Xiaoxue - Yu Qian |

#### Eredmények
Csoportkör
A csoport
| Csapat              | M | Gy | D | V | G+ | G– | Gk  | P  |
| ------------------- | - | -- | - | - | -- | -- | --- | -- |
| Hollandia (NED)     | 5 | 4  | 1 | 0 | 13 | 1  | +12 | 13 |
| Új-Zéland (NZL)     | 5 | 3  | 1 | 1 | 11 | 5  | +6  | 10 |
| Németország (GER)   | 5 | 2  | 1 | 2 | 6  | 6  | 0   | 7  |
| Spanyolország (ESP) | 5 | 2  | 0 | 3 | 6  | 12 | –6  | 6  |
| Kína (CHN)          | 5 | 1  | 2 | 2 | 3  | 5  | –2  | 5  |
| Dél-Korea (KOR)     | 5 | 0  | 1 | 4 | 3  | 13 | –10 | 1  |

| 2016. augusztus 7. 13:30 (18:30) | Kína (CHN) | 1–1         | Németország (GER) | Játékvezetők: Melissa Trivic (AUS) Sarah Wilson (GBR) |
| 2016. augusztus 7. 13:30 (18:30) | Peng 28'   | Jegyzőkönyv | Altenburg 5'      | Játékvezetők: Melissa Trivic (AUS) Sarah Wilson (GBR) |

| 2016. augusztus 8. 19:30 (00:30) | Spanyolország (ESP) | 0–2         | Kína (CHN)         |  |
| 2016. augusztus 8. 19:30 (00:30) |                     | Jegyzőkönyv | Csao 8' · Peng 25' |  |

| 2016. augusztus 10. 18:00 (23:00) | Kína (CHN) | 0–1         | Hollandia (NED) | Játékvezetők: Kelly Hudson (NZL) Carolina de la Fuente (ARG) |
| 2016. augusztus 10. 18:00 (23:00) |            | Jegyzőkönyv | Van Male 59'    | Játékvezetők: Kelly Hudson (NZL) Carolina de la Fuente (ARG) |

| 2016. augusztus 12. 10:00 (15:00) | Dél-Korea (KOR) | 0–0 | Kína (CHN) | Játékvezetők: Irene Presenqui (ARG) Soledad Iparraguirre (ARG) |
| 2016. augusztus 12. 10:00 (15:00) | Jegyzőkönyv     |     |            | Játékvezetők: Irene Presenqui (ARG) Soledad Iparraguirre (ARG) |

| 2016. augusztus 13. 20:30 (01:30) | Kína (CHN) | 0–3         | Új-Zéland (NZL)                     | Játékvezetők: Amy Baxter (USA) Kylie Seymour (AUS) |
| 2016. augusztus 13. 20:30 (01:30) |            | Jegyzőkönyv | Merry 21' · Flynn 41' · McLaren 42' | Játékvezetők: Amy Baxter (USA) Kylie Seymour (AUS) |

| Csapat     | Helyezés |
| ---------- | -------- |
| Kína (CHN) | 9.       |

## Íjászat
Férfi
| Versenyző                                                                  | Versenyszám | Selejtező | Selejtező | 64-es főtábla                      | 32-es főtábla     | Nyolcaddöntő                                                                               | Negyeddöntő                                                                       | Elődöntő                                                                         | Döntő                                                                                | Helyezés |
| Versenyző                                                                  | Versenyszám | Pont      | Kiemelés  | Ellenfél Eredmény                  | Ellenfél Eredmény | Ellenfél Eredmény                                                                          | Ellenfél Eredmény                                                                 | Ellenfél Eredmény                                                                | Ellenfél Eredmény                                                                    | Helyezés |
| -------------------------------------------------------------------------- | ----------- | --------- | --------- | ---------------------------------- | ----------------- | ------------------------------------------------------------------------------------------ | --------------------------------------------------------------------------------- | -------------------------------------------------------------------------------- | ------------------------------------------------------------------------------------ | -------- |
| Ku Hszüe-szung (Gu Xuesong)                                                | Egyéni      | 670       | 17.       | Sultan Duzelbayev (KAZ)(48.) · 4-6 | kiesett           | kiesett                                                                                    | kiesett                                                                           | kiesett                                                                          | kiesett                                                                              | 33.      |
| Hszing Jü (Xing Yu)                                                        | Egyéni      | 660       | 32.       | Riau Ega Agatha (INA)(33.) · 1-7   | kiesett           | kiesett                                                                                    | kiesett                                                                           | kiesett                                                                          | kiesett                                                                              | 33.      |
| Vang Ta-peng (Wang Dapeng)                                                 | Egyéni      | 667       | 19.       | Elías Malavé (VEN)(46.) · 2-6      | kiesett           | kiesett                                                                                    | kiesett                                                                           | kiesett                                                                          | kiesett                                                                              | 33.      |
| Ku Hszüe-szung (Gu Xuesong) Hszing Jü (Xing Yu) Vang Ta-peng (Wang Dapeng) | Csapat      | 1997      | 6.        |                                    |                   | Brazília (BRA) · Marcus Vinicius D'Almeida · Bernardo Oliveira · Daniel Xavier (11.) · 6–2 | Olaszország (ITA) · Marco Galiazzo · Mauro Nespoli · David Pasqualucci (3.) · 6–0 | Egyesült Államok (USA) · Brady Ellison · Zach Garrett · Jake Kaminski (2.) · 0–6 | Bronzmérkőzés · Ausztrália (AUS) · Alec Potts · Ryan Tyack · Taylor Worth (4.) · 2–6 | 4.       |

Női
| Versenyző                                                           | Versenyszám | Selejtező | Selejtező | 64-es főtábla                   | 32-es főtábla                        | Nyolcaddöntő                              | Negyeddöntő                                                                        | Elődöntő          | Döntő             | Helyezés |
| Versenyző                                                           | Versenyszám | Pont      | Kiemelés  | Ellenfél Eredmény               | Ellenfél Eredmény                    | Ellenfél Eredmény                         | Ellenfél Eredmény                                                                  | Ellenfél Eredmény | Ellenfél Eredmény | Helyezés |
| ------------------------------------------------------------------- | ----------- | --------- | --------- | ------------------------------- | ------------------------------------ | ----------------------------------------- | ---------------------------------------------------------------------------------- | ----------------- | ----------------- | -------- |
| Vu Csia-hszin (Wu Jiaxin)                                           | Egyéni      | 653       | 6.        | Hajasi Júki (JPN)(59.) · 7-1    | Alexandra Mîrca (MDA)(27.) · 6-0     | Csi Jü-hung (Qi Yuhong) (CHN)(11.) · 6-5  | Ki Bobe (Gi Bo-bae) (KOR)(3.) · 2-6                                                | kiesett           | kiesett           | 6.       |
| Cao Huj (Cao Hui)                                                   | Egyéni      | 631       | 28.       | Olga Senyuk (AZE)(37.) · 7-1    | Tujana Dasidorzsieva (RUS)(5.) · 6-4 | Lisa Unruh (GER)(21.) · 2-6               | kiesett                                                                            | kiesett           | kiesett           | 9.       |
| Csi Jü-hung (Qi Yuhong)                                             | Egyéni      | 649       | 11.       | Marina Canetta (BRA)(54.) · 6-2 | Alexandra Longová (SVK)(22.) · 6-0   | Vu Csia-hszin (Wu Jiaxin) (CHN)(6.) · 5-6 | kiesett                                                                            | kiesett           | kiesett           | 9.       |
| Vu Csia-hszin (Wu Jiaxin) Cao Huj (Cao Hui) Csi Jü-hung (Qi Yuhong) | Csapat      | 1933      | 3.        |                                 |                                      | erőnyerő                                  | Olaszország (ITA) · Lucilla Boari · Claudia Mandia · Guendalina Sartori (6.) · 3–5 | kiesett           | kiesett           | 7.       |

## Kajak-kenu

### Gyorsasági
Férfi
| Versenyző            | Versenyszám      | Előfutam | Előfutam | Előfutam | Elődöntő | Elődöntő | Elődöntő | Döntő | Döntő  | Döntő    | Helyezés |
| Versenyző            | Versenyszám      | Idő      | Hely.    | Össz.    | Idő      | Hely.    | Össz.    | Típus | Idő    | Helyezés | Helyezés |
| -------------------- | ---------------- | -------- | -------- | -------- | -------- | -------- | -------- | ----- | ------ | -------- | -------- |
| Li Csiang (Li Qiang) | Kenu egyes 200 m | 41,456   | 5.       | 16.      | 40,066   | 3.       | 3.       | A     | 40,143 | 7.       | 7.       |

Női
| Versenyző                                                                                | Versenyszám        | Előfutam | Előfutam | Előfutam | Elődöntő | Elődöntő | Elődöntő | Döntő | Döntő    | Döntő    | Helyezés |
| Versenyző                                                                                | Versenyszám        | Idő      | Hely.    | Össz.    | Idő      | Hely.    | Össz.    | Típus | Idő      | Helyezés | Helyezés |
| ---------------------------------------------------------------------------------------- | ------------------ | -------- | -------- | -------- | -------- | -------- | -------- | ----- | -------- | -------- | -------- |
| Csou Jü (Zhou Yu)                                                                        | Kajak egyes 200 m  | 42,187   | 4.       | 18.      | 41,017   | 5.       | 10.      | B     | 41,928   | 3.       | 11.      |
| Csou Jü (Zhou Yu)                                                                        | Kajak egyes 500 m  | 1:53,043 | 1.       | 4.       | 1:55,311 | 3.       | 3.       | A     | 1:54,994 | 6.       | 6.       |
| Zsen Ven-csün (Ren Wenjun) Ma Csing (Ma Qing)                                            | Kajak kettes 500 m | 1:44,491 | 2.       | 5.       | 1:44,780 | 5.       | 9.       | B     | 1:51,582 | 6.       | 14.      |
| Zsen Ven-csün (Ren Wenjun) Ma Csing (Ma Qing) Li Jüe (Li Yue) Liu Haj-ping (Liu Haiping) | Kajak négyes 500 m | 1:38,730 | 6.       | 13.      | 1:37,055 | 4.       | 8.       | B     | 1:40,071 | 3.       | 11.      |

### Szlalom
Férfi
| Versenyző    | Versenyszám | Selejtező | Selejtező | Selejtező | Selejtező | Selejtező     | Selejtező     | Elődöntő | Elődöntő | Döntő   | Döntő    |
| Versenyző    | Versenyszám | 1. futam  | 1. futam  | 2. futam  | 2. futam  | Jobb eredmény | Jobb eredmény | Elődöntő | Elődöntő | Döntő   | Döntő    |
| Versenyző    | Versenyszám | Pont      | Hely.     | Pont      | Hely.     | Pont          | Hely.         | Pont     | Hely.    | Pont    | Helyezés |
| ------------ | ----------- | --------- | --------- | --------- | --------- | ------------- | ------------- | -------- | -------- | ------- | -------- |
| Tan Ya       | Kajak egyes | 100,62    | 17.       | 101,34    | 18.       | 100,62        | 19.           | kiesett  | kiesett  | kiesett | kiesett  |
| Shu Jianming | Kenu egyes  | 110,19    | 15.       | 100,68    | 9.        | 100,68        | 13.           | 108,73   | 14.      | kiesett | kiesett  |

Női
| Versenyző | Versenyszám | Selejtező | Selejtező | Selejtező | Selejtező | Selejtező     | Selejtező     | Elődöntő | Elődöntő | Döntő   | Döntő    |
| Versenyző | Versenyszám | 1. futam  | 1. futam  | 2. futam  | 2. futam  | Jobb eredmény | Jobb eredmény | Elődöntő | Elődöntő | Döntő   | Döntő    |
| Versenyző | Versenyszám | Pont      | Hely.     | Pont      | Hely.     | Pont          | Hely.         | Pont     | Hely.    | Pont    | Helyezés |
| --------- | ----------- | --------- | --------- | --------- | --------- | ------------- | ------------- | -------- | -------- | ------- | -------- |
| Li Lu     | Kajak egyes | 119,63    | 16.       | 107,29    | 11.       | 107,29        | 13.           | 111,24   | 13.      | kiesett | kiesett  |

## Kerékpározás

### Hegyi-kerékpározás
| Versenyző | Versenyszám        | Idő        | Helyezés |
| --------- | ------------------ | ---------- | -------- |
| Wang Zhen | Férfi terepverseny | lekörözték | 43.      |
| Yao Ping  | Női terepverseny   | 1:43:20    | 24.      |

### Pálya-kerékpározás
Sprintversenyek
| Versenyző                                                  | Versenyszám  | Selejtező | Selejtező | 1. forduló                     | Vigaszág                                               | Vigaszág | 2. forduló                          | Vigaszág                                         | Vigaszág | 9–12. helyért          | 9–12. helyért | Negyeddöntő                                               | 5–8. helyért                                                                       | 5–8. helyért | Elődöntő             | Döntő                                                             | Helyezés |
| Versenyző                                                  | Versenyszám  | Idő       | Hely.     | Ellenfél Győztes idő           | Ellenfelek Győztes idő                                 | Hely.    | Ellenfél Győztes idő                | Ellenfelek Győztes idő                           | Hely.    | Ellenfelek Győztes idő | Hely.         | Ellenfél Győztes idő                                      | Ellenfelek Győztes idő                                                             | Hely.        | Ellenfél Győztes idő | Ellenfél Győztes idő                                              | Helyezés |
| ---------------------------------------------------------- | ------------ | --------- | --------- | ------------------------------ | ------------------------------------------------------ | -------- | ----------------------------------- | ------------------------------------------------ | -------- | ---------------------- | ------------- | --------------------------------------------------------- | ---------------------------------------------------------------------------------- | ------------ | -------------------- | ----------------------------------------------------------------- | -------- |
| Xu Chao                                                    | Férfi egyéni | 9,939     | 13.       | Njisane Phillip (TRI) · 10,373 |                                                        |          | Joachim Eilers (GER) · 10,449       | Sam Webster (NZL) · Fabián Puerta (COL) · 10,753 | 1.       |                        |               | Callum Skinner (GBR) · 10,299; 10,212                     | Joachim Eilers (GER) · Grégory Baugé (FRA) · Patrick Constable (AUS) · 10,525      | 2.           |                      |                                                                   | 6.       |
| Kung Csin-csie (Gong Jinjie)                               | Női egyéni   | 11,068    | 15.       | Elis Ligtlee (NED) · 11,425    | Virginie Cueff (FRA) · Stephanie Morton (AUS) · 11,496 | 3.       | kiesett                             | kiesett                                          | kiesett  | kiesett                | kiesett       | kiesett                                                   | kiesett                                                                            | kiesett      | kiesett              | kiesett                                                           | 16.      |
| Csung Tien-si (Zhong Tianshi)                              | Női egyéni   | 10,820    | 5.        | Miriam Welte (GER) · 11,310    |                                                        |          | Anasztaszija Vojnova (RUS) · 11,271 | Anna Meares (AUS) · Miriam Welte (GER) · 11,557  | 1.       |                        |               | Becky James (GBR) · 11,289; 11,243                        | Lee Wai Sze (HKG) · Simona Krupeckaitė (LTU) · Anasztaszija Vojnova (RUS) · 11,197 | 1.           |                      |                                                                   | 5.       |
| Kung Csin-csie (Gong Jinjie) Csung Tien-si (Zhong Tianshi) | Női csapat   | 32,305    | 1.        |                                |                                                        |          |                                     |                                                  |          |                        |               | Spanyolország (ESP) · Tania Calvo · Helena Casas · 31,928 |                                                                                    |              |                      | Oroszország (RUS) · Darja Smeleva · Anasztaszija Vojnova · 32,107 |          |

Üldözőversenyek
| Versenyző                                      | Versenyszám  | Selejtező | Selejtező | Elődöntő                                                                                                 | Elődöntő  | Elődöntő | Döntő | Döntő      | Döntő    |
| Versenyző                                      | Versenyszám  | Idő       | Hely.     | Ellenfél Idő                                                                                             | Saját idő | Hely.    | Ellenfél Idő | Saját idő  | Helyezés |
| ---------------------------------------------- | ------------ | --------- | --------- | --- | --------- | -------- | --- | ---------- | -------- |
| Qin Chenlu Liu Hao Fan Yang Shen Pingan        | Férfi csapat | 4:05,152  | 8.        | Olaszország (ITA) · Liam Bertazzo · Simone Consonni · Filippo Ganna · Francesco Lamon · 3:55,724         | 4:04,240  | 8.       | 7. helyért · Svájc (SUI) · Olivier Beer · Silvan Dillier · Théry Schir · Cyrille Thièry · 4:01,786                    | 4:03,687   | 8.       |
| Zhao Baofang Huang Dongyan Jing Yali Ma Menglu | Női csapat   | 4:25,246  | 6.        | Olaszország (ITA) · Simona Frapporti · Tatiana Guderzo · Francesca Pattaro · Silvia Valsecchi · 4:22,964 | 4:23,678  | 7.       | 7. helyért · Lengyelország (POL) · Edyta Jasińska · Justyna Kaczkowska · Daria Pikulik · Natalia Rutkowska · kizárták | idő nélkül | 7.       |

Keirin
| Versenyző                     | Versenyszám | 1. forduló | Vigaszág | 2. forduló | 7–12. helyért | Döntő    | Helyezés |
| Versenyző                     | Versenyszám | Helyezés   | Helyezés | Helyezés   | Helyezés      | Helyezés | Helyezés |
| ----------------------------- | ----------- | ---------- | -------- | ---------- | ------------- | -------- | -------- |
| Kung Csin-csie (Gong Jinjie)  | Női         | 5.         | 3.       | kiesett    | kiesett       | kiesett  | 17.      |
| Csung Tien-si (Zhong Tianshi) | Női         | 2.         | erőnyerő | kizárták   | 5.            |          | 11.      |

Omnium
| Versenyző    | Versenyszám | 10 km-es scratch | 10 km-es scratch | 3 km-es egyéni üldözőverseny | 3 km-es egyéni üldözőverseny | 3 km-es egyéni üldözőverseny | Kieséses verseny | Kieséses verseny | 500 m-es időfutam | 500 m-es időfutam | 500 m-es időfutam | 250 méter repülő rajt | 250 méter repülő rajt | 250 méter repülő rajt | 20 km-es pontverseny | 20 km-es pontverseny | Összesítés | Összesítés |
| Versenyző    | Versenyszám | Pont             | Hely.            | Idő                          | Pont                         | Hely.                        | Pont             | Hely.            | Idő               | Pont              | Hely.             | Idő                   | Pont                  | Hely.                 | Pont                 | Hely.                | Pont       | Helyezés   |
| ------------ | ----------- | ---------------- | ---------------- | ---------------------------- | ---------------------------- | ---------------------------- | ---------------- | ---------------- | ----------------- | ----------------- | ----------------- | --------------------- | --------------------- | --------------------- | -------------------- | -------------------- | ---------- | ---------- |
| Luo Xiaoling | Női         | 12               | 15.              | 3:45,186                     | 12                           | 15.                          | 22               | 10.              | 36,944            | 12                | 15.               | 14,740                | 8                     | 17.                   | 2                    | 12.                  | 68         | 15.        |

## Kosárlabda

### Férfi
| Kínai férfi kosárlabdacsapat-játékoskeret                                                     | Kínai férfi kosárlabdacsapat-játékoskeret                                 |
| --------------------------------------------------------------------------------------------- | ------------------------------------------------------------------------- |
| - Guo Ailun - Li Gen - Ji Csien-lien (Yi Jianlian) - Zhao Jiwei - Ding Yanyuhang - Zou Yuchen | - Li Muhao - Zhou Qi - Zhou Peng - Sui Ran - Wang Zhelin - Zhai Xiaochuan |

#### Eredmények
Csoportkör
A csoport
| Hely. | Csapat           | M | Gy | V | P+  | P–  | Pk   | P  |
| ----- | ---------------- | - | -- | - | --- | --- | ---- | -- |
| 1.    | Egyesült Államok | 5 | 5  | 0 | 524 | 407 | +117 | 10 |
| 2.    | Ausztrália       | 5 | 4  | 1 | 444 | 368 | +76  | 9  |
| 3.    | Franciaország    | 5 | 3  | 2 | 423 | 378 | +45  | 8  |
| 4.    | Szerbia          | 5 | 2  | 3 | 426 | 387 | +39  | 7  |
| 5.    | Venezuela        | 5 | 1  | 4 | 315 | 444 | −129 | 6  |
| 6.    | Kína             | 5 | 0  | 5 | 318 | 466 | −148 | 5  |

| 2016. augusztus 6. 19:00 (24:00) | Kína                                     | 62–119    | Egyesült Államok | Carioca Arena 1, Rio de Janeiro Nézőszám: 10 622 Játékvezetők: Stephen Seibel (CAN), Oļegs Latiševs (LAT), Sreten Radović (CRO) |
| 2016. augusztus 6. 19:00 (24:00) | (10–30, 20–29, 17–32, 15–28) Jegyzőkönyv |           |                  | Carioca Arena 1, Rio de Janeiro Nézőszám: 10 622 Játékvezetők: Stephen Seibel (CAN), Oļegs Latiševs (LAT), Sreten Radović (CRO) |
| 2016. augusztus 6. 19:00 (24:00) | Csien-lien (Yi Jianlian) 25              | Pont      | Durant 25        | Carioca Arena 1, Rio de Janeiro Nézőszám: 10 622 Játékvezetők: Stephen Seibel (CAN), Oļegs Latiševs (LAT), Sreten Radović (CRO) |
| 2016. augusztus 6. 19:00 (24:00) | Csao Csi-vej (Zhao Jiwei) 6              | Lepattanó | Butler 6         | Carioca Arena 1, Rio de Janeiro Nézőszám: 10 622 Játékvezetők: Stephen Seibel (CAN), Oļegs Latiševs (LAT), Sreten Radović (CRO) |
| 2016. augusztus 6. 19:00 (24:00) | Csao Csi-vej (Zhao Jiwei) 5              | Gólpassz  | Durant 6         | Carioca Arena 1, Rio de Janeiro Nézőszám: 10 622 Játékvezetők: Stephen Seibel (CAN), Oļegs Latiševs (LAT), Sreten Radović (CRO) |

| 2016. augusztus 8. 22:30 (3:30) | Franciaország                           | 88–60     | Kína                     | Carioca Arena 1, Rio de Janeiro Nézőszám: 6360 Játékvezetők: Juan Carlos García (ESP), Roberto Vázquez (PUR), Piotr Pastusiak (POL) |
| 2016. augusztus 8. 22:30 (3:30) | (19–14, 23–9, 22–22, 24–15) Jegyzőkönyv |           |                          | Carioca Arena 1, Rio de Janeiro Nézőszám: 6360 Játékvezetők: Juan Carlos García (ESP), Roberto Vázquez (PUR), Piotr Pastusiak (POL) |
| 2016. augusztus 8. 22:30 (3:30) | de Colo 19                              | Pont      | Ji (Yi) 19               | Carioca Arena 1, Rio de Janeiro Nézőszám: 6360 Játékvezetők: Juan Carlos García (ESP), Roberto Vázquez (PUR), Piotr Pastusiak (POL) |
| 2016. augusztus 8. 22:30 (3:30) | Batum 10                                | Lepattanó | Ji (Yi) 6                | Carioca Arena 1, Rio de Janeiro Nézőszám: 6360 Játékvezetők: Juan Carlos García (ESP), Roberto Vázquez (PUR), Piotr Pastusiak (POL) |
| 2016. augusztus 8. 22:30 (3:30) | Parker 8                                | Gólpassz  | Ting (Ding), Kuo (Guo) 4 | Carioca Arena 1, Rio de Janeiro Nézőszám: 6360 Játékvezetők: Juan Carlos García (ESP), Roberto Vázquez (PUR), Piotr Pastusiak (POL) |

| 2016. augusztus 10. 22:30 (3:30) | Venezuela                                | 72–68     | Kína                   | Carioca Arena 1, Rio de Janeiro Nézőszám: 6223 Játékvezetők: Cristiano Maranho (BRA), Sreten Radović (CRO), Guilherme Locatelli (BRA) |
| 2016. augusztus 10. 22:30 (3:30) | (25–13, 13–22, 13–15, 21–18) Jegyzőkönyv |           |                        | Carioca Arena 1, Rio de Janeiro Nézőszám: 6223 Játékvezetők: Cristiano Maranho (BRA), Sreten Radović (CRO), Guilherme Locatelli (BRA) |
| 2016. augusztus 10. 22:30 (3:30) | Colmenares 16                            | Pont      | Kuo (Guo) 17           | Carioca Arena 1, Rio de Janeiro Nézőszám: 6223 Játékvezetők: Cristiano Maranho (BRA), Sreten Radović (CRO), Guilherme Locatelli (BRA) |
| 2016. augusztus 10. 22:30 (3:30) | Colmenares 5                             | Lepattanó | Ji (Yi) 10             | Carioca Arena 1, Rio de Janeiro Nézőszám: 6223 Játékvezetők: Cristiano Maranho (BRA), Sreten Radović (CRO), Guilherme Locatelli (BRA) |
| 2016. augusztus 10. 22:30 (3:30) | Vargas 5                                 | Gólpassz  | Kuo (Guo)Csou (Zhou) 3 | Carioca Arena 1, Rio de Janeiro Nézőszám: 6223 Játékvezetők: Cristiano Maranho (BRA), Sreten Radović (CRO), Guilherme Locatelli (BRA) |

| 2016. augusztus 12. 14:15 (19:15) | Kína                       | 68–93     | Ausztrália    | Carioca Arena 1, Rio de Janeiro Nézőszám: 7704 Játékvezetők: Roberto Vázquez (PUR), Sreten Radović (CRO), Carlos Peruga (ESP) |
| 2016. augusztus 12. 14:15 (19:15) | (14–17, 20–27) Jegyzőkönyv |           |               | Carioca Arena 1, Rio de Janeiro Nézőszám: 7704 Játékvezetők: Roberto Vázquez (PUR), Sreten Radović (CRO), Carlos Peruga (ESP) |
| 2016. augusztus 12. 14:15 (19:15) | Ji (Yi) 20                 | Pont      | Bairstow 17   | Carioca Arena 1, Rio de Janeiro Nézőszám: 7704 Játékvezetők: Roberto Vázquez (PUR), Sreten Radović (CRO), Carlos Peruga (ESP) |
| 2016. augusztus 12. 14:15 (19:15) | Ji (Yi) 9                  | Lepattanó | Bairstow 9    | Carioca Arena 1, Rio de Janeiro Nézőszám: 7704 Játékvezetők: Roberto Vázquez (PUR), Sreten Radović (CRO), Carlos Peruga (ESP) |
| 2016. augusztus 12. 14:15 (19:15) | Kuo (Guo) 5                | Gólpassz  | Dellavedova 8 | Carioca Arena 1, Rio de Janeiro Nézőszám: 7704 Játékvezetők: Roberto Vázquez (PUR), Sreten Radović (CRO), Carlos Peruga (ESP) |

| 2016. augusztus 14. 22:30 (3:30) | Szerbia                                  | 94–60     | Kína          | Carioca Arena 1, Rio de Janeiro Nézőszám: 7367 Játékvezetők: Juan García (ESP), Guilherme Locatelli (BRA), Anne Panther (GER) |
| 2016. augusztus 14. 22:30 (3:30) | (24–18, 19–10, 35–15, 16–17) Jegyzőkönyv |           |               | Carioca Arena 1, Rio de Janeiro Nézőszám: 7367 Játékvezetők: Juan García (ESP), Guilherme Locatelli (BRA), Anne Panther (GER) |
| 2016. augusztus 14. 22:30 (3:30) | Bogdanović 19                            | Pont      | Ji (Yi) 20    | Carioca Arena 1, Rio de Janeiro Nézőszám: 7367 Játékvezetők: Juan García (ESP), Guilherme Locatelli (BRA), Anne Panther (GER) |
| 2016. augusztus 14. 22:30 (3:30) | Jokić 7                                  | Lepattanó | Vang (Wang) 8 | Carioca Arena 1, Rio de Janeiro Nézőszám: 7367 Játékvezetők: Juan García (ESP), Guilherme Locatelli (BRA), Anne Panther (GER) |
| 2016. augusztus 14. 22:30 (3:30) | Marković, Teodosić 5                     | Gólpassz  | Kuo (Guo) 8   | Carioca Arena 1, Rio de Janeiro Nézőszám: 7367 Játékvezetők: Juan García (ESP), Guilherme Locatelli (BRA), Anne Panther (GER) |

| Csapat     | Helyezés |
| ---------- | -------- |
| Kína (CHN) | 12.      |

### Női
| Kínai női kosárlabdacsapat-játékoskeret                                                 | Kínai női kosárlabdacsapat-játékoskeret                                      |
| --------------------------------------------------------------------------------------- | ---------------------------------------------------------------------------- |
| - Vu Ti - Huang Hongpin - Sun Mengran - Sun Mengxin - Csen Nan (Chen Nan) - Li Shanshan | - Huang Sijing - Gao Song - Shao Ting - Lu Wen - Chen Xiaojia - Zhao Zhifang |

#### Eredmények
Csoportkör
B csoport
| Hely. | Csapat           | M | Gy | V | P+  | P–  | Pk   | P  |
| ----- | ---------------- | - | -- | - | --- | --- | ---- | -- |
| 1.    | Egyesült Államok | 5 | 5  | 0 | 520 | 316 | +204 | 10 |
| 2.    | Spanyolország    | 5 | 4  | 1 | 387 | 333 | +54  | 9  |
| 3.    | Kanada           | 5 | 3  | 2 | 340 | 347 | −7   | 8  |
| 4.    | Szerbia          | 5 | 2  | 3 | 385 | 406 | −21  | 7  |
| 5.    | Kína             | 5 | 1  | 4 | 371 | 428 | −57  | 6  |
| 6.    | Szenegál         | 5 | 0  | 5 | 309 | 482 | −173 | 5  |

| 2016. augusztus 6. 14:15 (19:15) | Kína                                               | 68–90     | Kanada     | Youth Arena, Rio de Janeiro Nézőszám: 2314 Játékvezetők: Juan Carlos García (ESP), Carlos Júlio (ANG), Anne Panther (GER) |
| 2016. augusztus 6. 14:15 (19:15) | (9–19, 17–18, 20–23, 22–30) Jegyzőkönyv            |           |            | Youth Arena, Rio de Janeiro Nézőszám: 2314 Játékvezetők: Juan Carlos García (ESP), Carlos Júlio (ANG), Anne Panther (GER) |
| 2016. augusztus 6. 14:15 (19:15) | Cshen N. (Chen N.) 13                              | Pont      | Tatham 20  | Youth Arena, Rio de Janeiro Nézőszám: 2314 Játékvezetők: Juan Carlos García (ESP), Carlos Júlio (ANG), Anne Panther (GER) |
| 2016. augusztus 6. 14:15 (19:15) | Szun Meng-zs. (Sun Mengr.) 5                       | Lepattanó | Gaucher 10 | Youth Arena, Rio de Janeiro Nézőszám: 2314 Játékvezetők: Juan Carlos García (ESP), Carlos Júlio (ANG), Anne Panther (GER) |
| 2016. augusztus 6. 14:15 (19:15) | Csen Hsz. (Chen X.), Szun Meng-hsz. (Sun Mengx.) 3 | Gólpassz  | Gaucher 7  | Youth Arena, Rio de Janeiro Nézőszám: 2314 Játékvezetők: Juan Carlos García (ESP), Carlos Júlio (ANG), Anne Panther (GER) |

| 2016. augusztus 8. 19:45 (00:45) | Szenegál                                 | 64–101    | Kína                                      | Youth Arena, Rio de Janeiro Nézőszám: 2907 Játékvezetők: Karen Lasuik (CAN), Carlos Júlio (ANG), Chahinaz Boussetta (MAR) |
| 2016. augusztus 8. 19:45 (00:45) | (21–26, 17–21, 15–26, 11–28) Jegyzőkönyv |           |                                           | Youth Arena, Rio de Janeiro Nézőszám: 2907 Játékvezetők: Karen Lasuik (CAN), Carlos Júlio (ANG), Chahinaz Boussetta (MAR) |
| 2016. augusztus 8. 19:45 (00:45) | As. Traoré 16                            | Pont      | Sao (Shao), Szun Meng-zs. (Sun Mengr.) 17 | Youth Arena, Rio de Janeiro Nézőszám: 2907 Játékvezetők: Karen Lasuik (CAN), Carlos Júlio (ANG), Chahinaz Boussetta (MAR) |
| 2016. augusztus 8. 19:45 (00:45) | Diarra 8                                 | Lepattanó | Lu 7                                      | Youth Arena, Rio de Janeiro Nézőszám: 2907 Játékvezetők: Karen Lasuik (CAN), Carlos Júlio (ANG), Chahinaz Boussetta (MAR) |
| 2016. augusztus 8. 19:45 (00:45) | Dieng 4                                  | Gólpassz  | Csao (Zhao) 6                             | Youth Arena, Rio de Janeiro Nézőszám: 2907 Játékvezetők: Karen Lasuik (CAN), Carlos Júlio (ANG), Chahinaz Boussetta (MAR) |

| 2016. augusztus 10. 12:15 (17:15) | Kína                                    | 68–89     | Spanyolország | Youth Arena, Rio de Janeiro Nézőszám: 1230 Játékvezetők: Eddie Viator (FRA), Leandro Lezcano (ARG), Natalia Cuello (DOM) |
| 2016. augusztus 10. 12:15 (17:15) | (18–14, 20–27, 21–23, 9–25) Jegyzőkönyv |           |               | Youth Arena, Rio de Janeiro Nézőszám: 1230 Játékvezetők: Eddie Viator (FRA), Leandro Lezcano (ARG), Natalia Cuello (DOM) |
| 2016. augusztus 10. 12:15 (17:15) | Sao (Shao) 14                           | Pont      | Torrens 32    | Youth Arena, Rio de Janeiro Nézőszám: 1230 Játékvezetők: Eddie Viator (FRA), Leandro Lezcano (ARG), Natalia Cuello (DOM) |
| 2016. augusztus 10. 12:15 (17:15) | Szun Meng-zs. (Sun Mengr.) 8            | Lepattanó | Nicholls 10   | Youth Arena, Rio de Janeiro Nézőszám: 1230 Játékvezetők: Eddie Viator (FRA), Leandro Lezcano (ARG), Natalia Cuello (DOM) |
| 2016. augusztus 10. 12:15 (17:15) | Csen Hsz. (Chen X.) 6                   | Gólpassz  | Palau 7       | Youth Arena, Rio de Janeiro Nézőszám: 1230 Játékvezetők: Eddie Viator (FRA), Leandro Lezcano (ARG), Natalia Cuello (DOM) |

| 2016. augusztus 12. 12:15 (17:15) | Szerbia                                 | 80–72     | Kína                                | Youth Arena, Rio de Janeiro Nézőszám: 2219 Játékvezetők: Christos Christodoulou (GRE), Natalia Cuello (DOM), Nadege Zouzou (CIV) |
| 2016. augusztus 12. 12:15 (17:15) | (24–14, 16–20, 26–9, 14–29) Jegyzőkönyv |           |                                     | Youth Arena, Rio de Janeiro Nézőszám: 2219 Játékvezetők: Christos Christodoulou (GRE), Natalia Cuello (DOM), Nadege Zouzou (CIV) |
| 2016. augusztus 12. 12:15 (17:15) | A. Dabović 23                           | Pont      | Szun Meng-zs. (Sun Mengr.) 16       | Youth Arena, Rio de Janeiro Nézőszám: 2219 Játékvezetők: Christos Christodoulou (GRE), Natalia Cuello (DOM), Nadege Zouzou (CIV) |
| 2016. augusztus 12. 12:15 (17:15) | Page, Petrović 8                        | Lepattanó | Huang, Szun Meng-zs. (Sun Mengr.) 7 | Youth Arena, Rio de Janeiro Nézőszám: 2219 Játékvezetők: Christos Christodoulou (GRE), Natalia Cuello (DOM), Nadege Zouzou (CIV) |
| 2016. augusztus 12. 12:15 (17:15) | Petrović 6                              | Gólpassz  | három játékos 3                     | Youth Arena, Rio de Janeiro Nézőszám: 2219 Játékvezetők: Christos Christodoulou (GRE), Natalia Cuello (DOM), Nadege Zouzou (CIV) |

| 2016. augusztus 14. 12:15 (17:15) | Kína                                    | 62–105    | Egyesült Államok   | Youth Arena, Rio de Janeiro Nézőszám: 2957 Játékvezetők: Ferdinand Pascual (PHI), Robert Lottermoser (GER), Chahinaz Boussetta (MAR) |
| 2016. augusztus 14. 12:15 (17:15) | (9–32, 17–28, 14–18, 22–27) Jegyzőkönyv |           |                    | Youth Arena, Rio de Janeiro Nézőszám: 2957 Játékvezetők: Ferdinand Pascual (PHI), Robert Lottermoser (GER), Chahinaz Boussetta (MAR) |
| 2016. augusztus 14. 12:15 (17:15) | Szun Meng-zs. (Sun Mengr.) 16           | Pont      | Charles, Griner 18 | Youth Arena, Rio de Janeiro Nézőszám: 2957 Játékvezetők: Ferdinand Pascual (PHI), Robert Lottermoser (GER), Chahinaz Boussetta (MAR) |
| 2016. augusztus 14. 12:15 (17:15) | Csen Hsz. (Chen X.) 6                   | Lepattanó | Griner 13          | Youth Arena, Rio de Janeiro Nézőszám: 2957 Játékvezetők: Ferdinand Pascual (PHI), Robert Lottermoser (GER), Chahinaz Boussetta (MAR) |
| 2016. augusztus 14. 12:15 (17:15) | Csen Hsz. (Chen X.) 6                   | Gólpassz  | Moore 8            | Youth Arena, Rio de Janeiro Nézőszám: 2957 Játékvezetők: Ferdinand Pascual (PHI), Robert Lottermoser (GER), Chahinaz Boussetta (MAR) |

| Csapat     | Helyezés |
| ---------- | -------- |
| Kína (CHN) | 10.      |

## Labdarúgás

### Női
| Kínai női labdarúgócsapat-játékoskeret                                                                      | Kínai női labdarúgócsapat-játékoskeret                                                                     |
| --- | --- |
| - Gao Chen - Li Dongna (c) - Pang Fengyue - Wu Haiyan - Ku Ja-sa (Gu Yasha) - Li Ying - Yang Li - Zhao Lina | - Zhao Rong - Zhang Rui - Liu Shanshan - Wang Shanshan - Wang Shuang - Ma Xiaoxu - Tan Zsu-jin (Tan Ruyin) |

#### Eredmények
Csoportkör
E csoport
| Csapat                        | M | Gy | D | V | Rg | Kg | Gk | P |
| ----------------------------- | - | -- | - | - | -- | -- | -- | - |
| Brazília (BRA)                | 3 | 2  | 1 | 0 | 8  | 1  | +7 | 7 |
| Kína (CHN)                    | 3 | 1  | 1 | 1 | 2  | 3  | –1 | 4 |
| Svédország (SWE)              | 3 | 1  | 1 | 1 | 2  | 5  | –3 | 4 |
| Dél-afrikai Köztársaság (RSA) | 3 | 0  | 1 | 2 | 0  | 3  | –3 | 1 |

| 2016. augusztus 3. 16:00 (21:00) |

| Brazília (BRA)                              | 3–0               | Kína (CHN) |
| ------------------------------------------- | ----------------- | ---------- |
| Mônica 36' Andressa Alves 59' Cristiane 90' | (1–0) Jegyzőkönyv |            |

| Estádio Olímpico João Havelange, Rio de Janeiro Nézőszám: 27 618 Játékvezető: Carol Anne Chenard (kanadai) |

| 2016. augusztus 6. 19:00 (0:00) |

| Dél-afrikai Köztársaság (RSA) | 0–2               | Kína (CHN)                                            |
| ----------------------------- | ----------------- | ----------------------------------------------------- |
|                               | (0–1) Jegyzőkönyv | Ku Ja-sa (Gu Yasha) 45+1' Tan Zsu-jin (Tan Ruyin) 87' |

| Estádio Olímpico João Havelange, Rio de Janeiro Nézőszám: 25 000 Játékvezető: Esther Staubli (svájci) |

| 2016. augusztus 9. 22:00 (3:00) |

| Kína (CHN) | 0–0         | Svédország (SWE) |
| ---------- | ----------- | ---------------- |
|            | Jegyzőkönyv |                  |

| Estádio Nacional de Brasília, Brazíliaváros Nézőszám: 7 648 Játékvezető: Olga Miranda (paraguayi) |

Negyeddöntő
| 2016. augusztus 12. 16:00 (21:00) |

| Kína (CHN) | 0–1               | Németország (GER) |
| ---------- | ----------------- | ----------------- |
|            | (0–0) Jegyzőkönyv | Behringer 76'     |

| Arena Fonte Nova, Salvador da Bahia Nézőszám: 9 642 Játékvezető: Katerina Monzul (ukrán) |

| Csapat     | Helyezés |
| ---------- | -------- |
| Kína (CHN) | 8.       |

## Lovaglás
Lovastusa
| Versenyző           | Ló         | Versenyszám | Díjlovaglás | Díjlovaglás | Tereplovaglás | Tereplovaglás | Tereplovaglás | Díjugratás | Díjugratás  | Díjugratás | Díjugratás | Végeredmény | Végeredmény |
| Versenyző           | Ló         | Versenyszám | Díjlovaglás | Díjlovaglás | Tereplovaglás | Tereplovaglás | Tereplovaglás | Selejtező  | Selejtező   | Selejtező  | Döntő      | Végeredmény | Végeredmény |
| Versenyző           | Ló         | Versenyszám | Bünt.       | Hely.       | Bünt.         | Bünt. össz.   | Hely.         | Bünt.      | Bünt. össz. | Hely.      | Bünt.      | Bünt.       | Helyezés    |
| ------------------- | ---------- | ----------- | ----------- | ----------- | ------------- | ------------- | ------------- | ---------- | ----------- | ---------- | ---------- | ----------- | ----------- |
| Hua Tien (Hua Tian) | Don Geniro | Egyéni      | 42,4        | 12.         | 13,2          | 55,6          | 11.           | 4,0        | 59,6        | 8.         | 4,0        | 63,6        | 8.          |

## Műugrás
Férfi
| Versenyző                                   | Versenyszám          | Selejtező | Selejtező | Elődöntő | Elődöntő | Döntő   | Döntő    |
| Versenyző                                   | Versenyszám          | Pont      | Helyezés  | Pont     | Helyezés | Pont    | Helyezés |
| ------------------------------------------- | -------------------- | --------- | --------- | -------- | -------- | ------- | -------- |
| Ho Csao (He Chao)                           | Egyéni műugrás       | 380,35    | 21.       | kiesett  | kiesett  | kiesett | kiesett  |
| Cao Jüan (Cao Yuan)                         | Egyéni műugrás       | 498,70    | 1.        | 489,10   | 1.       | 547,60  |          |
| Csen Aj-szen (Chen Aisen)                   | Egyéni toronyugrás   | 545,35    | 3.        | 559,90   | 1.       | 585,30  |          |
| Csiu Po (Qiu Bo)                            | Egyéni toronyugrás   | 564,75    | 2.        | 504,70   | 2.       | 488,20  | 6.       |
| Cao Jüan (Cao Yuan) Csin Kaj (Qin Kai)      | Szinkron műugrás     |           |           |          |          | 443,70  |          |
| Csen Aj-szen (Chen Aisen) Lin Jüe (Lin Yue) | Szinkron toronyugrás |           |           |          |          | 496,98  |          |

Női
| Versenyző                                             | Versenyszám          | Selejtező | Selejtező | Elődöntő | Elődöntő | Döntő  | Döntő    |
| Versenyző                                             | Versenyszám          | Pont      | Helyezés  | Pont     | Helyezés | Pont   | Helyezés |
| ----------------------------------------------------- | -------------------- | --------- | --------- | -------- | -------- | ------ | -------- |
| Si Ting-mao (Shi Tingmao)                             | Egyéni műugrás       | 357,55    | 3.        | 385,00   | 1.       | 406,05 |          |
| Ho Ce (He Zi)                                         | Egyéni műugrás       | 367,05    | 2.        | 364,05   | 2.       | 387,90 |          |
| Zsen Csien (Ren Qian)                                 | Egyéni toronyugrás   | 385,80    | 2.        | 362,40   | 3.       | 439,25 |          |
| Sze Ja-csie (Si Yajie)                                | Egyéni toronyugrás   | 397,45    | 1.        | 389,30   | 1.       | 419,40 |          |
| Si Ting-mao (Shi Tingmao) Vu Min-hszia (Wu Minxia)    | Szinkron műugrás     |           |           |          |          | 345,60 |          |
| Csen Zso-lin (Chen Ruolin) Liu Huj-hszia (Liu Huixia) | Szinkron toronyugrás |           |           |          |          | 354,00 |          |

## Ökölvívás
Férfi
| Versenyző                     | Versenyszám  | Selejtező                        | Nyolcaddöntő                                 | Negyeddöntő                  | Elődöntő                  | Döntő             | Helyezés |
| Versenyző                     | Versenyszám  | Ellenfél Eredmény                | Ellenfél Eredmény                            | Ellenfél Eredmény            | Ellenfél Eredmény         | Ellenfél Eredmény | Helyezés |
| ----------------------------- | ------------ | -------------------------------- | -------------------------------------------- | ---------------------------- | ------------------------- | ----------------- | -------- |
| Lü Bin                        | Papírsúly    | erőnyerő                         | Peter Warui (KEN) · 1-2                      | kiesett                      | kiesett                   | kiesett           | 9.       |
| Hu Csien-kuan (Hu Jianguan)   | Légsúly      | Selçuk Eker (TUR) · 2-1          | Narek Abgaryan (ARM) · 3-0                   | Yosvany Veitía (CUB) · 2-1   | Mihail Alojan (RUS) · 0-3 | kiesett           |          |
| Csang Csia-vej (Zhang Jiawei) | Harmatsúly   | erőnyerő                         | Ham Szangmjong (Ham Sang-myeong) (KOR) · 3-0 | Robeisy Ramírez (CUB) · 0-3  | kiesett                   | kiesett           | 5.       |
| Shan Jun                      | Könnyűsúly   | Anvar Junuszov (TJK) · 0-3       | kiesett                                      | kiesett                      | kiesett                   | kiesett           | 17.      |
| Hu Csien-hszün                | Kisváltósúly | Raúl Curiel (MEX) · visszalépett | Hovhannes Bachkov (ARM) · 2-1                | Vitalij Dunajcev (RUS) · 0-3 | kiesett                   | kiesett           | 5.       |
| Liu Vej                       | Váltósúly    | Eimantas Stanionis (LTU) · 0-3   | kiesett                                      | kiesett                      | kiesett                   | kiesett           | 17.      |
| Zhao Minggang                 | Középsúly    | Kamran Shakhsuvarly (AZE) · 0-3  | kiesett                                      | kiesett                      | kiesett                   | kiesett           | 16.      |
| Yu Fengkai                    | Nehézsúly    | erőnyerő                         | Vaszilij Levit (KAZ) · RSC                   | kiesett                      | kiesett                   | kiesett           | 9.       |

Női
| Versenyző                 | Versenyszám | Selejtező                  | Negyeddöntő                  | Elődöntő                    | Döntő                       | Helyezés |
| Versenyző                 | Versenyszám | Ellenfél Eredmény          | Ellenfél Eredmény            | Ellenfél Eredmény           | Ellenfél Eredmény           | Helyezés |
| ------------------------- | ----------- | -------------------------- | ---------------------------- | --------------------------- | --------------------------- | -------- |
| Zsen Can-can (Ren Cancan) | Légsúly     | erőnyerő                   | Mandy Bujold (CAN) · 3-0     | Nicola Adams (GBR) · 0-3    | kiesett                     |          |
| Jin Csün-hua (Yin Junhua) | Könnyűsúly  | Hasnaa Lachgar (MAR) · 3-0 | Yana Alekseevna (AZE) · 3-0  | Mira Potkonen (FIN) · 3-0   | Estelle Mossely (FRA) · 1-2 |          |
| Li Csien (Li Qian)        | Középsúly   | erőnyerő                   | Andreia Bandeira (BRA) · 3-0 | Nouchka Fontijn (NED) · 1-2 | kiesett                     |          |

## Öttusa
| Versenyző                       | Versenyszám | Vívás (V) | Vívás (V) | Úszás    | Úszás    | Úszás    | Bónusz vívás (B) | Bónusz vívás (B) | Bónusz vívás (B) | Lovaglás | Lovaglás | Lovaglás | Lovaglás | Futás/Lövészet | Futás/Lövészet | Futás/Lövészet | Futás/Lövészet | Összesen    | Összesen |
| Versenyző                       | Versenyszám | Eredmény  | Pont      | Idő      | Pont     | Hely.    | Eredmény         | Pont             | V+B Hely.        | Idő      | Hibapont | Pont     | Hely.    | Lövőhiba       | Idő            | Pont           | Hely.          | Összes pont | Helyezés |
| ------------------------------- | ----------- | --------- | --------- | -------- | -------- | -------- | ---------------- | ---------------- | ---------------- | -------- | -------- | -------- | -------- | -------------- | -------------- | -------------- | -------------- | ----------- | -------- |
| Cao Csung-zsung (Cao Zhongrong) | Férfi       | 17–18     | 202       | 2:00,08  | 340      | 5.       | 2–1              | 2                | 22.              | 74,31    | 0        | 300      | 4.       | 7              | 11:51,14       | 589            | 27.            | 1433        | 16.      |
| Guo Jianli                      | Férfi       | 19–16     | 214       | 2:01,94  | 335      | 10.      | 0–1              | 0                | 17.              | 73,06    | 14       | 286      | 15.      | 6              | 11:46,21       | 594            | 25.            | 1429        | 18.      |
| Csen Csien (Chen Qian)          | Női         | kizárták  | kizárták  | kizárták | kizárták | kizárták | kizárták         | kizárták         | kizárták         | kizárták | kizárták | kizárták | kizárták | kizárták       | kizárták       | kizárták       | kizárták       | kizárták    | kizárták |
| Zhang Xiaonan                   | Női         | 22–13     | 232       | 2:22,67  | 272      | 32.      | 2–1              | 2                | 4.               | 75,72    | 21       | 279      | 20.      | 5              | 13:20,79       | 500            | 25.            | 1285        | 17.      |

## Röplabda

### Női
| Kínai női röplabdacsapat-játékoskeret | Kínai női röplabdacsapat-játékoskeret |
| --- | --- |
| - Ting Hszia (Ding Xia) - Kung Hsziang-jü (Gong Xiangyu) - Huj Zso-csi (Hui Ruoqi) - Lin Li - Liu Hsziao-tung (Liu Xiaotong) - Ven Csiu-jüe (Wei Qiuyue) | - Hszü Jün-li (Xu Yunli) - Jen Ni (Yan Ni) - Jang Fang-hszü (Yang Fangxu) - Jüan Hszin-jüe (Yuan Xinyue) - Csang Csang-ning (Zhang Changning) - Csu Ting (Zhu Ting) |

#### Eredmények
Csoportkör
B csoport
|       |                        | Mérkőzések | Mérkőzések | Mérkőzések | Mérkőzések | Szettek | Szettek | Szettek | Pontok | Pontok | Pontok |
| Hely. | Csapat                 | M          | Gy         | V          | Pont       | Sz+     | Sz–     | SzA     | P+     | P–     | PA     |
| ----- | ---------------------- | ---------- | ---------- | ---------- | ---------- | ------- | ------- | ------- | ------ | ------ | ------ |
| 1.    | Egyesült Államok (USA) | 5          | 5          | 0          | 14         | 15      | 5       | 3,000   | 470    | 400    | 1,175  |
| 2.    | Hollandia (NED)        | 5          | 4          | 1          | 11         | 14      | 7       | 2,000   | 455    | 425    | 1,071  |
| 3.    | Szerbia (SRB)          | 5          | 3          | 2          | 10         | 12      | 6       | 2,000   | 410    | 394    | 1,041  |
| 4.    | Kína (CHN)             | 5          | 2          | 3          | 7          | 9       | 9       | 1,000   | 398    | 389    | 1,023  |
| 5.    | Olaszország (ITA)      | 5          | 1          | 4          | 3          | 4       | 12      | 0,333   | 351    | 374    | 0,939  |
| 6.    | Puerto Rico (PUR)      | 5          | 0          | 5          | 0          | 0       | 15      | 0,000   | 277    | 379    | 0,731  |

| 2016. augusztus 6. 11:35 (16:35) | Kína (CHN)                                      | 2–3 | Hollandia (NED) | Ginásio do Maracanãzinho, Rio de Janeiro Nézőszám: 6410 Játékvezető: Susana Rodríguez (ESP), Paulo Turci (BRA) |
| 2016. augusztus 6. 11:35 (16:35) | (23–25, 25–21, 25–18, 22–25, 13–15) Jegyzőkönyv |     |                 | Ginásio do Maracanãzinho, Rio de Janeiro Nézőszám: 6410 Játékvezető: Susana Rodríguez (ESP), Paulo Turci (BRA) |

| 2016. augusztus 8. 9:30 (14:30) | Kína (CHN)                        | 3–0 | Olaszország (ITA) | Ginásio do Maracanãzinho, Rio de Janeiro Nézőszám: 4804 Játékvezető: Patricia Rolf (USA), Paulo Turci (BRA) |
| 2016. augusztus 8. 9:30 (14:30) | (25–21, 25–21, 25–16) Jegyzőkönyv |     |                   | Ginásio do Maracanãzinho, Rio de Janeiro Nézőszám: 4804 Játékvezető: Patricia Rolf (USA), Paulo Turci (BRA) |

| 2016. augusztus 10. 9:30 (14:30) | Kína (CHN)                        | 3–0 | Puerto Rico (PUR) | Ginásio do Maracanãzinho, Rio de Janeiro Nézőszám: 4386 Játékvezető: Heike Kraft (GER), Kang Dzsuhi (Kang Joo-hee) (KOR) |
| 2016. augusztus 10. 9:30 (14:30) | (25–20, 25–17, 25–18) Jegyzőkönyv |     |                   | Ginásio do Maracanãzinho, Rio de Janeiro Nézőszám: 4386 Játékvezető: Heike Kraft (GER), Kang Dzsuhi (Kang Joo-hee) (KOR) |

| 2016. augusztus 12. 9:30 (14:30) | Kína (CHN)                        | 0–3 | Szerbia (SRB) | Ginásio do Maracanãzinho, Rio de Janeiro Nézőszám: 3509 Játékvezető: Kang Dzsuhi (Kang Joo-hee) (KOR), Susana Rodríguez (ESP) |
| 2016. augusztus 12. 9:30 (14:30) | (19–25, 19–25, 22–25) Jegyzőkönyv |     |               | Ginásio do Maracanãzinho, Rio de Janeiro Nézőszám: 3509 Játékvezető: Kang Dzsuhi (Kang Joo-hee) (KOR), Susana Rodríguez (ESP) |

| 2016. augusztus 14. 17:05 (22:05) | Egyesült Államok (USA)                   | 3–1 | Kína (CHN) | Ginásio do Maracanãzinho, Rio de Janeiro Nézőszám: 6897 Játékvezető: Heike Kraft (GER), Juraj Mokrý (SVK) |
| 2016. augusztus 14. 17:05 (22:05) | (22–25, 25–17, 25–19, 25–19) Jegyzőkönyv |     |            | Ginásio do Maracanãzinho, Rio de Janeiro Nézőszám: 6897 Játékvezető: Heike Kraft (GER), Juraj Mokrý (SVK) |

Negyeddöntő
| 2016. augusztus 16. 22:15 (3:15) | Brazília (BRA)                                  | 2–3 | Kína (CHN) | Ginásio do Maracanãzinho, Rio de Janeiro Nézőszám: 9498 Játékvezető: Piotr Dudek (POL), Vladimir Simonović (SRB) |
| 2016. augusztus 16. 22:15 (3:15) | (25–15, 23–25, 22–25, 25–22, 13–15) Jegyzőkönyv |     |            | Ginásio do Maracanãzinho, Rio de Janeiro Nézőszám: 9498 Játékvezető: Piotr Dudek (POL), Vladimir Simonović (SRB) |

Elődöntő
| 2016. augusztus 18. 22:15 (3:15) | Kína (CHN)                               | 3–1 | Hollandia (NED) | Ginásio do Maracanãzinho, Rio de Janeiro Nézőszám: 8411 Játékvezető: Luis Macias (MEX), Fabrizio Pasquali (ITA) |
| 2016. augusztus 18. 22:15 (3:15) | (27–25, 23–25, 29–27, 25–23) Jegyzőkönyv |     |                 | Ginásio do Maracanãzinho, Rio de Janeiro Nézőszám: 8411 Játékvezető: Luis Macias (MEX), Fabrizio Pasquali (ITA) |

Döntő
| 2016. augusztus 20. 22:15 (3:15) | Kína (CHN)                               | 3–1 | Szerbia (SRB) | Ginásio do Maracanãzinho, Rio de Janeiro Nézőszám: 8773 Játékvezető: Susana Rodríguez (ESP), Patricia Rolf (USA) |
| 2016. augusztus 20. 22:15 (3:15) | (19–25, 25–17, 25–22, 25–23) Jegyzőkönyv |     |               | Ginásio do Maracanãzinho, Rio de Janeiro Nézőszám: 8773 Játékvezető: Susana Rodríguez (ESP), Patricia Rolf (USA) |

| Csapat     | Helyezés |
| ---------- | -------- |
| Kína (CHN) |          |

### Strandröplabda

#### Női
| Versenyző         | Csoportkör | Csoportkör | 16 közé jutásért  | Nyolcaddöntő                                                       | Negyeddöntő       | Elődöntő          | Döntő             | Helyezés |
| Versenyző         | Ellenfél Eredmény | Hely.      | Ellenfél Eredmény | Ellenfél Eredmény                                                  | Ellenfél Eredmény | Ellenfél Eredmény | Ellenfél Eredmény | Helyezés |
| ----------------- | --- | ---------- | ----------------- | ------------------------------------------------------------------ | ----------------- | ----------------- | ----------------- | -------- |
| Wang Fan Yue Yuan | C csoport · Svájc (SUI) · Isabelle Forrer · Anouk Vergé-Dépré · 24–22, 18–21, 15–12 · Egyesült Államok (USA) · April Ross · Kerri Walsh Jennings · 16–21, 9–21 · Ausztrália (AUS) · Mariafe Artacho del Solar · Nicole Laird · 21–16, 21–10 | 2.         |                   | Brazília (BRA) · Ágatha Bednarczuk · Bárbara Seixas · 12–21, 16–21 | kiesett           | kiesett           | kiesett           | 9.       |

## Sportlövészet
Férfi
| Versenyző                   | Versenyszám           | Selejtező | Selejtező | Elődöntő | Elődöntő | Döntő   | Döntő    |
| Versenyző                   | Versenyszám           | Pont      | Helyezés  | Pont     | Helyezés | Pont    | Helyezés |
| --------------------------- | --------------------- | --------- | --------- | -------- | -------- | ------- | -------- |
| Zhang Fusheng               | Gyorstüzelő pisztoly  | 590       | 2.        |          |          | 21      | 4.       |
| Li Jüe-hung (Li Yuehong)    | Gyorstüzelő pisztoly  | 584       | 5.        |          |          | 27      |          |
| Pu Csi-feng (Pu Qifeng)     | Légpisztoly           | 577       | 16.       |          |          | kiesett | kiesett  |
| Pang Vej (Pang Wei)         | Légpisztoly           | 590       | 1.        |          |          | 180,4   |          |
| Pang Vej (Pang Wei)         | Szabadpisztoly        | 565       | 2.        |          |          | 67,2    | 8.       |
| Vang Cse-vej (Wang Zhiwei)  | Szabadpisztoly        | 556       | 8.        |          |          | 129,4   | 5.       |
| Zhao Shengbo                | Sportpuska, fekvő     | 618,7     | 38.       |          |          | kiesett | kiesett  |
| Cao Ji-fej (Cao Yifei)      | Sportpuska, fekvő     | 620,8     | 30.       |          |          | kiesett | kiesett  |
| Cao Ji-fej (Cao Yifei)      | Légpuska              | 625,5     | 9.        |          |          | kiesett | kiesett  |
| Jang Hao-zsan (Yang Haoran) | Légpuska              | 620,5     | 31.       |          |          | kiesett | kiesett  |
| Csu Csi-nan (Zhu Qinan)     | Sportpuska, összetett | 1176      | 5.        |          |          | 414,8   | 6.       |
| Hui Zicheng                 | Sportpuska, összetett | 1176      | 4.        |          |          | kiesett | kiesett  |
| Hu Pin-jüan (Hu Binyuan)    | Dupla trap            | 135       | 8.        | kiesett  | kiesett  | kiesett | kiesett  |
| Pan Qiang                   | Dupla trap            | 133       | 12.       | kiesett  | kiesett  | kiesett | kiesett  |

Női
| Versenyző                        | Versenyszám           | Selejtező | Selejtező | Elődöntő | Elődöntő | Döntő   | Döntő    |
| Versenyző                        | Versenyszám           | Pont      | Helyezés  | Pont     | Helyezés | Pont    | Helyezés |
| -------------------------------- | --------------------- | --------- | --------- | -------- | -------- | ------- | -------- |
| Csang Meng-hszüe (Zhang Mengxue) | Légpisztoly           | 384       | 7.        |          |          | 199,4   |          |
| Kuo Ven-csün (Guo Wenjun)        | Légpisztoly           | 378       | 30.       |          |          | kiesett | kiesett  |
| Csen Jing (Chen Ying)            | Sportpisztoly         | 570       | 30.       | kiesett  | kiesett  | kiesett | kiesett  |
| Zhang Jingjing                   | Sportpisztoly         | 592       | 1.        | 17       | 3.       | 4       | 4.       |
| Ji Sze-ling (Yi Siling)          | Légpuska              | 415,9     | 8.        |          |          | 185,4   |          |
| Tu Li (Du Li)                    | Légpuska              | 420,7     | 1.        |          |          | 207,0   |          |
| Tu Li (Du Li)                    | Sportpuska, összetett | 586       | 4.        |          |          | 447,4   |          |
| Csang Pin-pin (Zhang Binbin)     | Sportpuska, összetett | 582       | 7.        |          |          | 458,4   |          |
| Chen Fang                        | Trap                  | 64        | 15.       | kiesett  | kiesett  | kiesett | kiesett  |
| Wei Meng                         | Skeet                 | 73        | 1.        | 14       | 3.       | 15 (+6) | 4.       |
| Vej Ning (Wei Ning)              | Skeet                 | 68        | 9.        | kiesett  | kiesett  | kiesett | kiesett  |

## Súlyemelés
Férfi
| Versenyző                        | Versenyszám | Szakítás                 | Szakítás                 | Lökés    | Lökés    | Összesen | Helyezés |
| Versenyző                        | Versenyszám | Eredmény                 | Helyezés                 | Eredmény | Helyezés | Összesen | Helyezés |
| -------------------------------- | ----------- | ------------------------ | ------------------------ | -------- | -------- | -------- | -------- |
| Ling Csing-csüan (Long Qingquan) | 56 kg       | 137                      | 1.                       | 170      | 1.       | 307      |          |
| Chen Lijun                       | 62 kg       | érvényes kísérlet nélkül | érvényes kísérlet nélkül | kiesett  | kiesett  | kiesett  | kiesett  |
| Si Cse-jung (Shi Zhiyong)        | 69 kg       | 162                      | 2.                       | 190      | 1.       | 352      |          |
| Lü Hsziao-csün (Lü Xiaojun)      | 77 kg       | 177                      | 1.                       | 202      | 2.       | 379      |          |
| Tien Tao (Tian Tao)              | 85 kg       | 178                      | 2.                       | 217      | 2.       | 395      |          |
| Yang Zhe                         | 105 kg      | 190                      | 4.                       | 225      | 3.       | 415      | 4.       |

Női
| Versenyző                      | Versenyszám | Szakítás | Szakítás | Lökés                    | Lökés                    | Összesen | Helyezés |
| Versenyző                      | Versenyszám | Eredmény | Helyezés | Eredmény                 | Helyezés                 | Összesen | Helyezés |
| ------------------------------ | ----------- | -------- | -------- | ------------------------ | ------------------------ | -------- | -------- |
| Li Yajun                       | 53 kg       | 101      | 1.       | érvényes kísérlet nélkül | érvényes kísérlet nélkül | kiesett  | kiesett  |
| Teng Vej (Deng Wei)            | 63 kg       | 115      | 1.       | 147                      | 1.                       | 262      |          |
| Hsziang Jan-mej (Xiang Yanmei) | 69 kg       | 116      | 1.       | 145                      | 1.                       | 261      |          |
| Meng Szu-ping (Meng Suping)    | +75 kg      | 130      | 2.       | 177                      | 1.                       | 307      |          |

## Szinkronúszás
| Versenyző | Versenyszám | Technikai gyakorlat | Technikai gyakorlat | Selejtező        | Selejtező        | Selejtező  | Selejtező  | Döntő            | Döntő            | Döntő      | Döntő      | Helyezés |
| Versenyző | Versenyszám | Technikai gyakorlat | Technikai gyakorlat | Szabad gyakorlat | Szabad gyakorlat | Összesítés | Összesítés | Szabad gyakorlat | Szabad gyakorlat | Összesítés | Összesítés | Helyezés |
| Versenyző | Versenyszám | Pont                | Hely.               | Pont             | Hely.            | Pont       | Hely.      | Pont             | Hely.            | Pont       | Hely.      | Helyezés |
| --- | ----------- | ------------------- | ------------------- | ---------------- | ---------------- | ---------- | ---------- | ---------------- | ---------------- | ---------- | ---------- | -------- |
| Huang Hszüe-csen (Huang Xuechen) Szun Ven-jan (Sun Wenyan) | Páros       | 95,3688             | 2.                  | 96,0667          | 2.               | 191,4355   | 2.         | 97,0000          | 2.               | 192,3688   | 2.         |          |
| Ceng Csen (Zeng Zhen) Huang Hszüe-csen (Huang Xuechen) Jin Cseng-hszin (Yin Chengxin) Ku Hsziao (Gu Xiao) Kuo Li (Guo Li) Li Hsziao-lu (Li Xiaolu) Liang Hszin-ping (Liang Xinping) Szun Ven-jan (Sun Wenyan) Tang Meng-ni | Csapat      | 95,6174             | 2.                  |                  |                  |            |            | 97,3667          | 2.               | 192,9841   | 2.         |          |

## Taekwondo
Férfi
| Versenyző              | Versenyszám | Nyolcaddöntő               | Negyeddöntő              | Elődöntő                   | Vigaszág elődöntő | Bronz- mérkőzés   | Döntő                     | Helyezés |
| Versenyző              | Versenyszám | Ellenfél Eredmény          | Ellenfél Eredmény        | Ellenfél Eredmény          | Ellenfél Eredmény | Ellenfél Eredmény | Ellenfél Eredmény         | Helyezés |
| ---------------------- | ----------- | -------------------------- | ------------------------ | -------------------------- | ----------------- | ----------------- | ------------------------- | -------- |
| Csao Suaj (Zhao Shuai) | Légsúly     | Jesús Tortosa (ESP) · 7-3  | Omar Hajjami (MAR) · 8-1 | Carlos Navarro (MEX) · 9-4 |                   |                   | Tawin Hanprab (THA) · 6-4 |          |
| Qiao Sen               | Nehézsúly   | Dmitry Shokin (UZB) · 8-15 | kiesett                  | kiesett                    |                   |                   |                           | 11.      |

Női
| Versenyző                   | Versenyszám | Nyolcaddöntő                  | Negyeddöntő                    | Elődöntő                   | Vigaszág elődöntő             | Bronz- mérkőzés   | Döntő                      | Helyezés |
| Versenyző                   | Versenyszám | Ellenfél Eredmény             | Ellenfél Eredmény              | Ellenfél Eredmény          | Ellenfél Eredmény             | Ellenfél Eredmény | Ellenfél Eredmény          | Helyezés |
| --------------------------- | ----------- | ----------------------------- | ------------------------------ | -------------------------- | ----------------------------- | ----------------- | -------------------------- | -------- |
| Vu Csing-jü (Wu Jingyu)     | Légsúly     | Huang Huai-Hsuan (TPE) · 10-1 | Tijana Bogdanović (SRB) · 7-17 |                            | Patimat Abakarova (AZE) · 3-4 | kiesett           |                            | 7.       |
| Cseng Su-jin (Zheng Shuyin) | Nehézsúly   | Nisha Rawal (NEP) · 2-0       | Gwladys Épangue (FRA) · 4-1    | Bianca Walkden (GBR) · 4-1 |                               |                   | María Espinoza (MEX) · 5-1 |          |

## Tenisz
Női
| Versenyző                                              | Versenyszám | 64-es főtábla                                    | 32-es főtábla                                                         | Nyolcaddöntő                                                     | Negyeddöntő       | Elődöntő          | Bronz- mérkőzés   | Döntő             | Helyezés |
| Versenyző                                              | Versenyszám | Ellenfél Eredmény                                | Ellenfél Eredmény                                                     | Ellenfél Eredmény                                                | Ellenfél Eredmény | Ellenfél Eredmény | Ellenfél Eredmény | Ellenfél Eredmény | Helyezés |
| ------------------------------------------------------ | ----------- | ------------------------------------------------ | --------------------------------------------------------------------- | ---------------------------------------------------------------- | ----------------- | ----------------- | ----------------- | ----------------- | -------- |
| Csang Suaj (Zhang Shuai)                               | Egyes       | Bacsinszky Tímea (SUI) · 6-7(4–7), 6-4, 7-6(9–7) | Laura Siegemund (GER) · 2-6, 4-6                                      | kiesett                                                          | kiesett           | kiesett           | kiesett           | kiesett           | 17.      |
| Cseng Szaj-szaj (Zheng Saisai)                         | Egyes       | Agnieszka Radwańska (POL) · 6-4, 7-5             | Darja Kaszatkina (RUS) · 1-6, 4-6                                     | kiesett                                                          | kiesett           | kiesett           | kiesett           | kiesett           | 17.      |
| Peng Suaj (Peng Shuai)                                 | Egyes       | Heather Watson (GBR) · 4-6, 7-6(7–5), 3-6        | kiesett                                                               | kiesett                                                          | kiesett           | kiesett           | kiesett           | kiesett           | 33.      |
| Vang Csiang                                            | Egyes       | Szvetlana Kuznyecova (RUS) · 1-6, 6-4, 0-6       | kiesett                                                               | kiesett                                                          | kiesett           | kiesett           | kiesett           | kiesett           | 33.      |
| Csang Suaj (Zhang Shuai) Peng Suaj (Peng Shuai)        | Páros       |                                                  | India (IND) · Szánija Mirza · Prarthana Thombare · 7-6(8–6), 5-7, 7-5 | Csehország (CZE) · Andrea Hlaváčková · Lucie Hradecká · 4-6, 4-6 | kiesett           | kiesett           | kiesett           | kiesett           | 9.       |
| Cseng Szaj-szaj (Zheng Saisai) Hszü Ji-fan (Xu Ji-fan) | Páros       |                                                  | Ukrajna (UKR) · Ljudmila Kicsenok · Nagyija Kicsenok · 6-0, 6-3       | Olaszország (ITA) · Sara Errani · Roberta Vinci · 2-6, 3-6       | kiesett           | kiesett           | kiesett           | kiesett           | 9.       |

## Tollaslabda
| Versenyző                                        | Versenyszám  | Csoportkör | Csoportkör | Nyolcaddöntő      | Negyeddöntő                                                                                     | Elődöntő                                                                      | Bronz- mérkőzés                                                                                     | Döntő                                                             | Helyezés |
| Versenyző                                        | Versenyszám  | Ellenfél Eredmény | Hely.      | Ellenfél Eredmény | Ellenfél Eredmény                                                                               | Ellenfél Eredmény                                                             | Ellenfél Eredmény                                                                                   | Ellenfél Eredmény                                                 | Helyezés |
| ------------------------------------------------ | ------------ | --- | ---------- | ----------------- | ----------------------------------------------------------------------------------------------- | ----------------------------------------------------------------------------- | --------------------------------------------------------------------------------------------------- | ----------------------------------------------------------------- | -------- |
| Lin Tan (Lin Dan)                                | Férfi egyes  | E csoport · David Obernosterer (AUT) · 21–5, 21–11 · Vlagyimir Malkov (RUS) · 21–18, 21–7 · Nguyễn Tiến Minh (VIE) · 21–7, 21–12 | 1.         | erőnyerő          | Srikanth Kidambi (IND) · 21–6, 11–21, 21–18                                                     | Lee Chong Wei (MAS) · 21–15, 11–21, 20–22                                     | Viktor Axelsen (DEN) · 21–15, 10–21, 17–21                                                          |                                                                   | 4.       |
| Csen Lung (Chen Long)                            | Férfi egyes  | P csoport · Niluka Karunaratne (SRI) · 21–7, 21–10 · Adrian Dziółko (POL) · 21–12, 21–9 · Kevin Cordón (GUA) · visszalépett | 1.         | erőnyerő          | Szon Vanho (Son Wan-ho) (KOR) · 21–11, 18–21, 21–11                                             | Viktor Axelsen (DEN) · 21–14, 21–15                                           | | Lee Chong Wei (MAS) · 21–18, 21–18                                |          |
| Chai Biao Hong Wei                               | Férfi páros  | D csoport · Japán (JPN) · Hiroyuki Endo · Kenichi Hayakawa · 18–21, 21–14, 21–23 · India (IND) · Manu Attri · B. Sumeeth Reddy · 21–13, 21–15 · Indonézia (INA) · Muhammad Ahsan · Hendra Setiawan · 21–15, 21–17                                                | 2.         |                   | Oroszország (RUS) · Vlagyimir Ivanov · Ivan Szozonov · 21–13, 16–21, 21–16                      | Malajzia (MAS) · Goh V Shem · Tan Wee Kiong · 18–21, 21–12, 17–21             | Nagy-Britannia (GBR) · Marcus Ellis · Chris Langridge · 18–21, 21–19, 10–21                         |                                                                   | 4.       |
| Fu Haj-feng (Fu Hai-feng) Csang Nan (Zhang Nan)  | Férfi páros  | B csoport · Egyesült Államok (USA) · Phillip Chew · Sattawat Pongnairat · 21–6, 21–7 · Németország (GER) · Michael Fuchs · Johannes Schöttler · 21–11, 21–16 · Malajzia (MAS) · Goh V Shem · Tan Wee Kiong · 21–16, 15–21, 18–21                                 | 2.         |                   | Dél-Korea (KOR) · Kim Gidzsong (Kim Gi-jeong) · Kim Szarang (Kim Sa-rang) · 11–21, 21–18, 24–22 | Nagy-Britannia (GBR) · Marcus Ellis · Chris Langridge · 21–14, 21–18          | | Malajzia (MAS) · Goh V Shem · Tan Wee Kiong · 16–21, 21–11, 23–21 |          |
| Vang Ji-han (Wang Yihan)                         | Női egyes    | P csoport · Chloe Magee (IRL) · 21–7, 21–12 · Karin Schnaase (GER) · 21–11, 21–16 | 1.         | erőnyerő          | Pusarla Sindhu (IND) · 20–22, 19–21                                                             | kiesett                                                                       | kiesett                                                                                             | kiesett                                                           | 5.       |
| Li Hsüe-zsuj (Li Xuerui)                         | Női egyes    | E csoport · Telma Santos (POR) · 21–12, 21–7 · Lianne Tan (BEL) · 21–11, 21–11 · Iris Wang (USA) · 21–16, 21–12 | 1.         | erőnyerő          | Porntip Buranaprasertsuk (THA) · 21–12, 21–17                                                   | Carolina Marín (ESP) · 14–21, 16–21                                           | Okuhara Nozomi (JPN) · visszalépett                                                                 |                                                                   | 4.       |
| Jü Jang (Yu Yang) Tang Jüan-ting (Tang Yuanting) | Női páros    | D csoport · Németország (GER) · Johanna Goliszewski · Carla Nelte · 21–10, 21–11 · Bulgária (BUL) · Gabriela Stoeva · Stefani Stoeva · 21–14, 21–11 · Dél-Korea (KOR) · Csang Jena (Jang Ye-na) · I Szohi (Lee So-hui) · 18–21, 21–14, 11–21                     | 2.         |                   | Indonézia (INA) · Nitya Krishinda Maheswari · Greysia Polii · 21–11, 21–14                      | Dánia (DEN) · Christinna Pedersen · Kamilla Rytter Juhl · 16–21, 21–14, 19–21 | Dél-Korea (KOR) · Csong Gjongun (Jeong Gyeong-eun) · Sin Szungcshan (Shin Seung-chan) · 8–21, 17–21 |                                                                   | 4.       |
| Luo Jing (Luo Ying) Luo Jü (Luo Yu)              | Női páros    | B csoport · Dánia (DEN) · Christinna Pedersen · Kamilla Rytter Juhl · 21–11, 21–18 · Dél-Korea (KOR) · Csong Gjongun (Jeong Gyeong-eun) · Sin Szungcshan (Shin Seung-chan) · 10–21, 14–21 · Egyesült Államok (USA) · Eva Lee · Paula Lynn Obanana · 21–14, 21–15 | 3.         |                   | kiesett                                                                                         | kiesett                                                                       | kiesett                                                                                             | kiesett                                                           | 9.       |
| Hszü Csen (Xu Chen) Ma Csin (Ma Jin)             | Vegyes páros | B csoport · Nagy-Britannia (GBR) · Chris Adcock · Gabrielle Adcock · 13–21, 22–20, 21–15 · Lengyelország (POL) · Nadieżda Kostiuczyk · Robert Mateusiak · 21–13, 9–21, 19–21 · Dánia (DEN) · Joachim Fischer Nielsen · Christinna Pedersen · 22–24, 21–14, 21–16 | 2.         |                   | Dél-Korea (KOR) · Kim Hana · Ko Szonghjon (Go Seong-hyeon) · 21–17, 21–18                       | Malajzia (MAS) · Chan Peng Soon · Goh Liu Ying · 12–21, 19–21                 | Kína (CHN) · Csang Nan (Zhang Nan) · Csao Jün-lej (Zhao Yunlei) · 7–21, 11–21                       |                                                                   | 4.       |
| Csang Nan (Zhang Nan) Csao Jün-lej (Zhao Yunlei) | Vegyes páros | A csoport · Németország (GER) · Michael Fuchs · Birgit Overzier-Michels · 21–19, 21–16 · Hongkong (HKG) · Chau Hoi Wah · Chun Hei Lee · 21–16, 21–15 · Indonézia (INA) · Praveen Jordan · Debby Susanto · 21–11, 21–18                                           | 1.         |                   | Japán (JPN) · Kazuno Kenta · Kurihara Ajane · 21–14, 21–12                                      | Indonézia (INA) · Tontowi Ahmad · Lilyana Natsir · 16–21, 15–21               | Kína (CHN) · Hszü Csen (Xu Chen) · Ma Csin (Ma Jin) · 21–7, 21–11                                   |                                                                   |          |

## Torna
Férfi
| Versenyző | Versenyszám      | Selejtező | Selejtező | Döntő    | Döntő    |
| Versenyző | Versenyszám      | Pontszám  | Helyezés  | Pontszám | Helyezés |
| --- | ---------------- | --------- | --------- | -------- | -------- |
| Lin Csao-pan (Lin Chaopan)                                                                                                 | Talaj            | 13,666    | 55.       | kiesett  | kiesett  |
| Lin Csao-pan (Lin Chaopan)                                                                                                 | Korlát           | 15,700    | 6.        | kiesett  | kiesett  |
| Lin Csao-pan (Lin Chaopan)                                                                                                 | Nyújtó           | 14,866    | 14.*      | kiesett  | kiesett  |
| Lin Csao-pan (Lin Chaopan)                                                                                                 | Gyűrű            | 14,133    | 44.       | kiesett  | kiesett  |
| Lin Csao-pan (Lin Chaopan)                                                                                                 | Lólengés         | 15,033    | 11.       | kiesett  | kiesett  |
| Lin Csao-pan (Lin Chaopan)                                                                                                 | Egyéni összetett | 88,631    | 10.       | 90,230   | 5.       |
| Csang Cseng-lung (Zhang Chenglong)                                                                                         | Talaj            | 14,900    | 21.       | kiesett  | kiesett  |
| Csang Cseng-lung (Zhang Chenglong)                                                                                         | Korlát           | 15,166    | 22.       | kiesett  | kiesett  |
| Csang Cseng-lung (Zhang Chenglong)                                                                                         | Nyújtó           | 13,966    | 47.       | kiesett  | kiesett  |
| Ju Hao (You Hao) | Korlát           | 15,733    | 5.        | 14,833   | 8.       |
| Ju Hao (You Hao) | Nyújtó           | 14,066    | 41.*      | kiesett  | kiesett  |
| Ju Hao (You Hao) | Gyűrű            | 15,800    | 3.        | 15,400   | 6.       |
| Ju Hao (You Hao) | Lólengés         | 14,966    | 15.       | kiesett  | kiesett  |
| Liu Jang (Liu Yang) | Talaj            | 12,933    | 65.       | kiesett  | kiesett  |
| Liu Jang (Liu Yang) | Gyűrű            | 15,900    | 1.        | 15,600   | 4.       |
| Teng Su-ti (Teng Su-ti) | Talaj            | 15,033    | 17.       | kiesett  | kiesett  |
| Teng Su-ti (Teng Su-ti) | Korlát           | 15,800    | 3.        | 15,766   | 4.       |
| Teng Su-ti (Teng Su-ti) | Nyújtó           | 14,366    | 32.       | kiesett  | kiesett  |
| Teng Su-ti (Teng Su-ti) | Gyűrű            | 14,300    | 34.       | kiesett  | kiesett  |
| Teng Su-ti (Teng Su-ti) | Lólengés         | 14,866    | 16.       | kiesett  | kiesett  |
| Teng Su-ti (Teng Su-ti) | Egyéni összetett | 89,665    | 4.        | 90,130   | 6.       |
| Lin Csao-pan (Lin Chaopan) Csang Cseng-lung (Zhang Chenglong) Ju Hao (You Hao) Liu Jang (Liu Yang) Teng Su-ti (Teng Su-ti) | Csapat összetett | 270,461   | 1.        | 271,122  |          |

Női
| Versenyző | Versenyszám      | Selejtező | Selejtező | Döntő    | Döntő    |
| Versenyző | Versenyszám      | Pontszám  | Helyezés  | Pontszám | Helyezés |
| --- | ---------------- | --------- | --------- | -------- | -------- |
| Tan Csia-hszin (Tan Jiaxin)                                                                                             | Ugrás            | 14,600    | 28.       | kiesett  | kiesett  |
| Sang Csun-szung (Shang Chunsong)                                                                                        | Talaj            | 14,100    | 16.       | kiesett  | kiesett  |
| Sang Csun-szung (Shang Chunsong)                                                                                        | Felemás korlát   | 15,300    | 8.        | 15,433   | 5.       |
| Sang Csun-szung (Shang Chunsong)                                                                                        | Gerenda          | 14,366    | 17.       | kiesett  | kiesett  |
| Sang Csun-szung (Shang Chunsong)                                                                                        | Egyéni összetett | 56,532    | 20.       | 58,549   | 4.       |
| Vang Jen (Wang Yan) | Talaj            | 14,666    | 6.        | 14,666   | 5.       |
| Vang Jen (Wang Yan) | Ugrás            | 14,949    | 7.        | 14,999   | 5.       |
| Vang Jen (Wang Yan) | Felemás korlát   | 13,900    | 44.       | kiesett  | kiesett  |
| Vang Jen (Wang Yan) | Gerenda          | 14,100    | 26.       | kiesett  | kiesett  |
| Vang Jen (Wang Yan) | Egyéni összetett | 57,599    | 7.        | 58,032   | 6.       |
| Mao Ji (Mao Yi) | Talaj            | 11,700    | 78.       | kiesett  | kiesett  |
| Fan Ji-lin (Fan Yilin)                                                                                                  | Talaj            | 13,500    | 40.       | kiesett  | kiesett  |
| Fan Ji-lin (Fan Yilin)                                                                                                  | Felemás korlát   | 15,266    | 9.        | kiesett  | kiesett  |
| Fan Ji-lin (Fan Yilin)                                                                                                  | Gerenda          | 14,866    | 6.        | 14,500   | 6.       |
| Tan Csia-hszin (Tan Jiaxin) Sang Csun-szung (Shang Chunsong) Vang Jen (Wang Yan) Mao Ji (Mao Yi) Fan Ji-lin (Fan Yilin) | Csapat összetett | 175,279   | 2.        | 176,003  |          |

* - egy másik versenyzővel azonos eredményt ért el

### Ritmikus gimnasztika
| Versenyző  | Versenyszám | Selejtező | Selejtező | Selejtező | Selejtező | Selejtező | Selejtező | Selejtező | Selejtező | Selejtező | Selejtező | Döntő   | Döntő   | Döntő   | Döntő   | Döntő    | Döntő    | Döntő   | Döntő   | Döntő    | Döntő    | Helyezés |
| Versenyző  | Versenyszám | Karika    | Karika    | Labda     | Labda     | Buzogány  | Buzogány  | Szalag    | Szalag    | Összesen  | Összesen  | Karika  | Karika  | Labda   | Labda   | Buzogány | Buzogány | Szalag  | Szalag  | Összesen | Összesen | Helyezés |
| Versenyző  | Versenyszám | Pont      | Hely.     | Pont      | Hely.     | Pont      | Hely.     | Pont      | Hely.     | Pont      | Hely.     | Pont    | Hely.   | Pont    | Hely.   | Pont     | Hely.    | Pont    | Hely.   | Pont     | Hely.    | Helyezés |
| ---------- | ----------- | --------- | --------- | --------- | --------- | --------- | --------- | --------- | --------- | --------- | --------- | ------- | ------- | ------- | ------- | -------- | -------- | ------- | ------- | -------- | -------- | -------- |
| Shang Rong | Egyéni      | 16,566    | 23.       | 16,766    | 21.       | 15,716    | 24.       | 15,966    | 24.       | 65,014    | 24.       | kiesett | kiesett | kiesett | kiesett | kiesett  | kiesett  | kiesett | kiesett | kiesett  | kiesett  | 24.      |

| Versenyző                                            | Versenyszám | Selejtező | Selejtező | Selejtező              | Selejtező              | Selejtező | Selejtező | Döntő    | Döntő    | Döntő                  | Döntő                  | Döntő    | Döntő    | Helyezés |
| Versenyző                                            | Versenyszám | 5 szalag  | 5 szalag  | 3 buzogány és 2 karika | 3 buzogány és 2 karika | Összesen  | Összesen  | 5 szalag | 5 szalag | 3 buzogány és 2 karika | 3 buzogány és 2 karika | Összesen | Összesen | Helyezés |
| Versenyző                                            | Versenyszám | Pont      | Hely.     | Pont                   | Hely.                  | Pont      | Hely.     | Pont     | Hely.    | Pont                   | Hely.                  | Pont     | Hely.    | Helyezés |
| ---------------------------------------------------- | ----------- | --------- | --------- | ---------------------- | ---------------------- | --------- | --------- | -------- | -------- | ---------------------- | ---------------------- | -------- | -------- | -------- |
| Yang Ye Zhao Jingnan Bao Yuqing Zhang Ling Shu Siyao | Csapat      | 16,333    | 9.        | 15,800                 | 13.                    | 32,133    | 11.       | kiesett  | kiesett  | kiesett                | kiesett                | kiesett  | kiesett  | 11.      |

### Trambulin
| Versenyző             | Versenyszám | Selejtező | Selejtező | Döntő    | Döntő    |
| Versenyző             | Versenyszám | Pontszám  | Helyezés  | Pontszám | Helyezés |
| --------------------- | ----------- | --------- | --------- | -------- | -------- |
| Kao Lej (Gao Lei)     | Férfi       | 112,535   | 1.        | 60,175   |          |
| Tung Tung (Dong Dong) | Férfi       | 110,050   | 3.        | 60,535   |          |
| Li Tan (Li Dan)       | Női         | 104,075   | 2.        | 55,885   |          |
| Ho Ven-na (He Wenna)  | Női         | 103,095   | 4.        | 55,570   | 4.       |

## Triatlon
| Versenyző     | Versenyszám | 1,5 km úszás | Depózás 1 | 40 km kerékpározás | Depózás 2 | 10 km futás | Összesítés | Összesítés |
| Versenyző     | Versenyszám | Idő          | Idő       | Idő                | Idő       | Idő         | Idő        | Helyezés   |
| ------------- | ----------- | ------------ | --------- | ------------------ | --------- | ----------- | ---------- | ---------- |
| Bai Faquan    | Férfi       | 17:31        | 0:49      | 59:49              | 0:37      | 39:22       | 1:58:08    | 50.        |
| Wang Lianyuan | Női         | 20:06        | 0:57      | 1:05:55            | 0:42      | 43:32       | 2:11:12    | 48.        |

## Úszás
Férfi
| Versenyző                                                           | Versenyszám      | Előfutam | Előfutam | Előfutam | Elődöntő | Elődöntő | Elődöntő | Döntő     | Döntő    |
| Versenyző                                                           | Versenyszám      | Idő      | Hely.    | Össz.    | Idő      | Hely.    | Össz.    | Idő       | Helyezés |
| ------------------------------------------------------------------- | ---------------- | -------- | -------- | -------- | -------- | -------- | -------- | --------- | -------- |
| Yu Hexin                                                            | 50 m gyors       | 22,20    | 1.       | 20.      | kiesett  | kiesett  | kiesett  | kiesett   | kiesett  |
| Yu Hexin                                                            | 100 m gyors      | 48,87    | 8.       | 25.      | kiesett  | kiesett  | kiesett  | kiesett   | kiesett  |
| Ning Zetao                                                          | 100 m gyors      | 48,57    | 6.       | 14.*     | 48,37    | 6.       | 12.      | kiesett   | kiesett  |
| Ning Zetao                                                          | 50 m gyors       | 22,38    | 5.       | 30.      | kiesett  | kiesett  | kiesett  | kiesett   | kiesett  |
| Shang Keyuan                                                        | 200 m gyors      | 1:48,46  | 2.       | 32.      | kiesett  | kiesett  | kiesett  | kiesett   | kiesett  |
| Szun Jang (Sun Yang)                                                | 200 m gyors      | 1:45,75  | 1.       | 1.       | 1:44,63  | 1.       | 1.       | 1:44,65   |          |
| Szun Jang (Sun Yang)                                                | 400 m gyors      | 3:44,23  | 1.       | 4.       |          |          |          | 3:41,68   |          |
| Szun Jang (Sun Yang)                                                | 1500 m gyors     | 15:01,97 | 7.       | 16.      |          |          |          | kiesett   | kiesett  |
| Qiu Ziao                                                            | 1500 m gyors     | 15:06,71 | 4.       | 20.      |          |          |          | kiesett   | kiesett  |
| Qiu Ziao                                                            | 400 m gyors      | 3:49,45  | 6.       | 26.      |          |          |          | kiesett   | kiesett  |
| Hszü Csia-jü (Xu Jia-yu)                                            | 100 m hát        | 53,01    | 1.       | 2.       | 52,73    | 2.       | 5.       | 52,31     |          |
| Hszü Csia-jü (Xu Jia-yu)                                            | 200 m hát        | 1:55,51  | 2.       | 2.       | 1:55,66  | 2.       | 5.       | 1:55,16   | 4.       |
| Li Guangyuan                                                        | 200 m hát        | 1:56,85  | 3.       | 11.      | 1:55,92  | 4.       | 6.       | 1:55,89   | 6.       |
| Li Guangyuan                                                        | 100 m hát        | 54,36    | 3.       | 21.      | kiesett  | kiesett  | kiesett  | kiesett   | kiesett  |
| Yan Zibei                                                           | 100 m mell       | 1:00,88  | 8.       | 27.*     | kiesett  | kiesett  | kiesett  | kiesett   | kiesett  |
| Li Xiang                                                            | 100 m mell       | 59,55    | 4.       | 11.      | 1:00,25  | 7.       | 13.      | kiesett   | kiesett  |
| Li Xiang                                                            | 200 m mell       | 2:10,17  | 5.       | 12.*     | 2:10,92  | 6.       | 12.      | kiesett   | kiesett  |
| Mao Feilian                                                         | 200 m mell       | 2:09,80  | 3.       | 9.       | 2:09,64  | 5.       | 9.       | kiesett   | kiesett  |
| Zhang Qibin                                                         | 100 m pillangó   | 52,84    | 6.       | 27.      | kiesett  | kiesett  | kiesett  | kiesett   | kiesett  |
| Li Csu-hao (Li Zhuhao)                                              | 100 m pillangó   | 51,78    | 3.       | 8.*      | 51,51    | 3.       | 3.       | 51,26     | 5.       |
| Li Csu-hao (Li Zhuhao)                                              | 200 m pillangó   | 1:56,72  | 5.       | 16.      | 1:57,62  | 5.       | 16.      | kiesett   | kiesett  |
| Vu Jü-hang (Wu Yuhang)                                              | 200 m pillangó   | 1:59,04  | 8.       | 27.      | kiesett  | kiesett  | kiesett  | kiesett   | kiesett  |
| Hu Yixuan                                                           | 200 m vegyes     | 2:00,70  | 2.       | 22.      | kiesett  | kiesett  | kiesett  | kiesett   | kiesett  |
| Vang Sun (Wang Shun)                                                | 200 m vegyes     | 1:58,98  | 2.       | 8.       | 1:58,12  | 2.       | 6.       | 1:57,05   |          |
| Vang Sun (Wang Shun)                                                | 400 m vegyes     | 4:14,46  | 5.       | 10.      |          |          |          | kiesett   | kiesett  |
| He Jianbin Lin Yongqing Ning Zetao Yu Hexin                         | 4 × 100 m gyors  | kizárták | kizárták | kizárták |          |          |          | kiesett   | kiesett  |
| Hszü Csia-jü (Xu Jia-yu) Li Xiang Li Csu-hao (Li Zhuhao) Ning Zetao | 4 × 100 m vegyes | 3:32,57  | 3.       | 4.*      |          |          |          | kizárták  | kizárták |
| Zu Lijun                                                            | 10 km nyílt vízi |          |          |          |          |          |          | 1:53:02,0 | 4.       |

Női
| Versenyző                                                                                     | Versenyszám      | Előfutam | Előfutam | Előfutam | Elődöntő     | Elődöntő     | Elődöntő     | Döntő     | Döntő    |
| Versenyző                                                                                     | Versenyszám      | Idő      | Hely.    | Össz.    | Idő          | Hely.        | Össz.        | Idő       | Helyezés |
| --------------------------------------------------------------------------------------------- | ---------------- | -------- | -------- | -------- | ------------ | ------------ | ------------ | --------- | -------- |
| Liu Xiang                                                                                     | 50 m gyors       | 24,91    | 5.       | 18.**    | kiesett      | kiesett      | kiesett      | kiesett   | kiesett  |
| Zhu Menghui                                                                                   | 100 m gyors      | 54,15    | 5.       | 11.      | 53,98        | 5.           | 9.           | kiesett   | kiesett  |
| Shen Duo                                                                                      | 100 m gyors      | 54,41    | 4.       | 15.      | visszalépett | visszalépett | visszalépett | kiesett   | kiesett  |
| Shen Duo                                                                                      | 200 m gyors      | 1:56,52  | 3.       | 6.       | 1:56,03      | 1.           | 4.           | 1:55,25   | 5.*      |
| Ai Yanhan                                                                                     | 200 m gyors      | 1:56,77  | 2.       | 8.       | 1:57,41      | 6.           | 11.          | kiesett   | kiesett  |
| Cao Yue                                                                                       | 400 m gyors      | 4:19,57  | 8.       | 28.      |              |              |              | kiesett   | kiesett  |
| Zhang Yuhan                                                                                   | 400 m gyors      | 4:06,30  | 1.       | 9.       |              |              |              | kiesett   | kiesett  |
| Zhang Yuhan                                                                                   | 800 m gyors      | 8:35,32  | 5.       | 18.      |              |              |              | kiesett   | kiesett  |
| Hou Yawen                                                                                     | 800 m gyors      | 8:30,59  | 6.       | 11.      |              |              |              | kiesett   | kiesett  |
| Fu Jüan-huj (Fu Yuan-hui)                                                                     | 100 m hát        | 1:00,02  | 4.       | 9.       | 58,95        | 3.           | 3.           | 58,76     | *        |
| Wang Xueer                                                                                    | 100 m hát        | 1:00,59  | 6.       | 14.      | 1:01,44      | 8.           | 16.          | kiesett   | kiesett  |
| Liu Yaxin                                                                                     | 200 m hát        | 2:08,84  | 4.       | 6.       | 2:07,56      | 2.           | 4.           | 2:09,03   | 7.       |
| Chen Jie                                                                                      | 200 m hát        | 2:14,18  | 8.       | 27.      | kiesett      | kiesett      | kiesett      | kiesett   | kiesett  |
| Zhang Xinyu                                                                                   | 100 m mell       | 1:07,59  | 8.       | 22.      | kiesett      | kiesett      | kiesett      | kiesett   | kiesett  |
| Si Csing-lin (Shi Jinglin)                                                                    | 100 m mell       | 1:06,55  | 3.       | 5.       | 1:06,31      | 2.           | 3.           | 1:06,37   | 4.       |
| Si Csing-lin (Shi Jinglin)                                                                    | 200 m mell       | 2:24,33  | 4.       | 9.       | 2:22,37      | 3.           | 4.           | 2:22,28   |          |
| Yu Jingyao                                                                                    | 200 m mell       | 2:28,65  | 8.       | 24.      | kiesett      | kiesett      | kiesett      | kiesett   | kiesett  |
| Lu Ying                                                                                       | 100 m pillangó   | 57,08    | 3.       | 5.       | 57,15        | 4.           | 6.           | 56,76     | 4.       |
| Chen Xinyi                                                                                    | 100 m pillangó   | kizárták | kizárták | kizárták | kizárták     | kizárták     | kizárták     | kizárták  | kizárták |
| Zhou Yilin                                                                                    | 200 m pillangó   | 2:08,21  | 6.       | 12.      | 2:06,52      | 1.           | 3.           | 2:07,37   | 5.       |
| Zhang Yufei                                                                                   | 200 m pillangó   | 2:07,55  | 2.       | 8.       | 2:06,95      | 2.           | 5.           | 2:07,40   | 6.       |
| Csou Min (Zhou Min)                                                                           | 200 m vegyes     | 2:14,81  | 7.       | 23.      | kiesett      | kiesett      | kiesett      | kiesett   | kiesett  |
| Csou Min (Zhou Min)                                                                           | 400 m vegyes     | 4:50,38  | 8.       | 32.      |              |              |              | kiesett   | kiesett  |
| Je Si-ven (Ye Shiwen)                                                                         | 400 m vegyes     | 4:45,86  | 7.       | 27.      |              |              |              | kiesett   | kiesett  |
| Je Si-ven (Ye Shiwen)                                                                         | 200 m vegyes     | 2:10,56  | 3.       | 7.       | 2:09,33      | 2.           | 4.           | 2:13,56   | 8.       |
| Zhu Menghui Sun Meichen Tang Ji (Tang Yi) Shen Duo                                            | 4 × 100 m gyors  | 3:37,25  | 5.       | 9.       |              |              |              | kiesett   | kiesett  |
| Wang Shijia Shen Duo Dong Jie Ai Yanhan Zhang Yuhan                                           | 4 × 200 m gyors  | 7:49,58  | 2.       | 3.       |              |              |              | 7:47,96   | 4.       |
| Fu Jüan-huj (Fu Yuan-hui) Lu Ying Shen Duo Si Csing-lin (Shi Jinglin) Zhu Menghui Zhang Xinyu | 4 × 100 m vegyes | 3:58,23  | 3.       | 6.       |              |              |              | 3:55,18   | 4.       |
| Xin Xin                                                                                       | 10 km nyílt vízi |          |          |          |              |              |              | 1:57:14,4 | 4.       |

* - egy másik versenyzővel/váltóval azonos időt ért el

** - két másik versenyzővel azonos időt ért el

## Vitorlázás
Férfi
| Versenyző                  | Versenyszám     | Futam | Futam | Futam | Futam | Futam | Futam | Futam | Futam | Futam | Futam | Futam | Futam | Futam   | Pontszám | Helyezés |
| Versenyző                  | Versenyszám     | 1     | 2     | 3     | 4     | 5     | 6     | 7     | 8     | 9     | 10    | 11    | 12    | É       | Pontszám | Helyezés |
| -------------------------- | --------------- | ----- | ----- | ----- | ----- | ----- | ----- | ----- | ----- | ----- | ----- | ----- | ----- | ------- | -------- | -------- |
| Vang Aj-csen (Wang Aichen) | Szörfvitorlázás | 16    | 18    | 8     | 18    | (19)  | 15    | 6     | 4     | 15    | 10    | 10    | 15    | kiesett | 135      | 13.      |
| Gong Lei                   | Finn dingi      | 22    | (24)  | 20    | 16    | 21    | 20    | 19    | 22    | 21    | 17    |       |       | kiesett | 178      | 22.      |
| Vang Vej Xu Zangjun        | 470-es osztály  | (23)  | 12    | 13    | 22    | 19    | 11    | 19    | 15    | 19    | 12    |       |       | kiesett | 142      | 18.      |

Női
| Versenyző                | Versenyszám     | Futam | Futam | Futam | Futam | Futam | Futam | Futam | Futam | Futam | Futam | Futam | Futam | Futam   | Pontszám | Helyezés |
| Versenyző                | Versenyszám     | 1     | 2     | 3     | 4     | 5     | 6     | 7     | 8     | 9     | 10    | 11    | 12    | É       | Pontszám | Helyezés |
| ------------------------ | --------------- | ----- | ----- | ----- | ----- | ----- | ----- | ----- | ----- | ----- | ----- | ----- | ----- | ------- | -------- | -------- |
| Csen Pej-na (Chen Peina) | Szörfvitorlázás | 9     | 11    | 11    | (15)  | 7     | 1     | 4     | 10    | 4     | 1     | 1     | 1     | 6       | 66       |          |
| Hszü Li-csia (Xu Lijia)  | Laser radial    | 3     | (38)  | 3     | 1     | 8     | 12    | 38    | 38    | 19    | 13    |       |       | kiesett | 135      | 18.      |
| Huang Lizhu Wang Xiaoli  | 470-es osztály  | 11    | 10    | 14    | 13    | 16    | 16    | (17)  | 13    | 4     | 16    |       |       | kiesett | 113      | 16.      |

## Vívás
Férfi
| Versenyző                                              | Versenyszám       | Selejtező                         | 32-es főtábla                   | Nyolcaddöntő              | Negyeddöntő                                                                  | Elődöntő                                                                                      | Bronz- mérkőzés                                                                                     | Döntő             | Helyezés |
| Versenyző                                              | Versenyszám       | Ellenfél Eredmény                 | Ellenfél Eredmény               | Ellenfél Eredmény         | Ellenfél Eredmény                                                            | Ellenfél Eredmény                                                                             | Ellenfél Eredmény                                                                                   | Ellenfél Eredmény | Helyezés |
| ------------------------------------------------------ | ----------------- | --------------------------------- | ------------------------------- | ------------------------- | ---------------------------------------------------------------------------- | --------------------------------------------------------------------------------------------- | --------------------------------------------------------------------------------------------------- | ----------------- | -------- |
| Chen Haiwei                                            | Tőr, egyéni       | erőnyerő                          | Laurence Halsted (GBR) · 15-9   | Ma Jianfei (CHN) · 15-12  | Tyimur Szafin (RUS) · 7-15                                                   | kiesett                                                                                       | kiesett                                                                                             | kiesett           | 7.       |
| Ma Jianfei                                             | Tőr, egyéni       | erőnyerő                          | Ghislain Perrier (BRA) · 15-14  | Chen Haiwei (CHN) · 12-15 | kiesett                                                                      | kiesett                                                                                       | kiesett                                                                                             | kiesett           | 9.       |
| Lej Seng (Lei Sheng)                                   | Tőr, egyéni       | erőnyerő                          | Erwann Le Péchoux (FRA) · 9-15  | kiesett                   | kiesett                                                                      | kiesett                                                                                       | kiesett                                                                                             | kiesett           | 21.      |
| Csiao Jün-lung (Jiao Yunlong)                          | Párbajtőr, egyéni | Guilherme Melaragno (BRA) · 15-13 | Bohdan Nyikisin (UKR) · 11-15   | kiesett                   | kiesett                                                                      | kiesett                                                                                       | kiesett                                                                                             | kiesett           | 30.      |
| Szun Vej (Sun Wei)                                     | Kard, egyéni      |                                   | Tiberiu Dolniceanu (ROU) · 7-15 | kiesett                   | kiesett                                                                      | kiesett                                                                                       | kiesett                                                                                             | kiesett           | 29.      |
| Chen Haiwei Shi Jialuo Ma Jianfei Lej Seng (Lei Sheng) | Tőr, csapat       |                                   |                                 |                           | Franciaország (FRA) · Jérémy Cadot · Enzo Lefort · Erwann Le Péchoux · 42-45 | 5–8. helyért · Brazília (BRA) · Henrique Marques · Ghislain Perrier · Guilherme Toldo · 43-41 | 5. helyért · Nagy-Britannia (GBR) · James-Andrew Davis · Laurence Halsted · Marcus Mepstead · 45-38 |                   | 5.       |

Női
| Versenyző                                                                                      | Versenyszám       | Selejtező         | 32-es főtábla                             | Nyolcaddöntő                | Negyeddöntő                                                                     | Elődöntő                                                                 | Bronz- mérkőzés            | Döntő                                                                                   | Helyezés |
| Versenyző                                                                                      | Versenyszám       | Ellenfél Eredmény | Ellenfél Eredmény                         | Ellenfél Eredmény           | Ellenfél Eredmény                                                               | Ellenfél Eredmény                                                        | Ellenfél Eredmény          | Ellenfél Eredmény                                                                       | Helyezés |
| ---------------------------------------------------------------------------------------------- | ----------------- | ----------------- | ----------------------------------------- | --------------------------- | ------------------------------------------------------------------------------- | ------------------------------------------------------------------------ | -------------------------- | --------------------------------------------------------------------------------------- | -------- |
| Le Huilin                                                                                      | Tőr, egyéni       | erőnyerő          | Youssra Zakarani (MAR) · 15-4             | Ysaora Thibus (FRA) · 13-15 | kiesett                                                                         | kiesett                                                                  | kiesett                    | kiesett                                                                                 | 12.      |
| Liu Jung-si                                                                                    | Tőr, egyéni       | erőnyerő          | Knapek Edina (HUN) · 15-9                 | Lee Kiefer (USA) · 15-9     | Elisa Di Francisca (ITA) · 10-15                                                | kiesett                                                                  | kiesett                    | kiesett                                                                                 | 8.       |
| Hszü An-csi (Xu Anqi)                                                                          | Párbajtőr, egyéni | erőnyerő          | Marie-Florence Candassamy (FRA) · 8-15    | kiesett                     | kiesett                                                                         | kiesett                                                                  | kiesett                    | kiesett                                                                                 | 17.      |
| Szun Ji-ven (Sun Yiwen)                                                                        | Párbajtőr, egyéni | erőnyerő          | Gbahi Gwladys Sakoa (CIV) · 15-11         | Irina Embrich (EST) · 15-12 | Sarra Besbes (TUN) · 14-11                                                      | Rossella Fiamingo (ITA) · 11-12                                          | Lauren Rembi (FRA) · 15-13 |                                                                                         |          |
| Szun Jü-csie (Sun Yujie)                                                                       | Párbajtőr, egyéni | erőnyerő          | Kang Jongmi (Kang Young-mi) (KOR) · 10-15 | kiesett                     | kiesett                                                                         | kiesett                                                                  | kiesett                    | kiesett                                                                                 | 21.      |
| Shen Chen                                                                                      | Kard, egyéni      | erőnyerő          | Małgorzata Kozaczuk (POL) · 9-15          | kiesett                     | kiesett                                                                         | kiesett                                                                  | kiesett                    | kiesett                                                                                 | 17.      |
| Hszü An-csi (Xu Anqi) Hao Csia-lu (Hao Jialu) Szun Ji-ven (Sun Yiwen) Szun Jü-csie (Sun Yujie) | Párbajtőr, csapat |                   |                                           | erőnyerő                    | Ukrajna (UKR) · Olena Krivicka · Kszenyija Pantelejeva · Jana Semjakina · 42-34 | Észtország (EST) · Julia Beljajeva · Irina Embrich · Erika Kirpu · 45-36 |                            | Románia (ROU) · Loredana Dinu · Simona Gherman · Simona Pop · Ana Maria Popescu · 38-44 |          |

## Vízilabda

### Női
| Kínai női vízilabdacsapat-játékoskeret                                                                                                   | Kínai női vízilabdacsapat-játékoskeret                                                                         |
| --- | --- |
| - Zhang Cong - Jang Csün (Yang Jun) - Song Donglun - Xiong Dunhan - Niu Guannan - Ma Huan-huan (Ma Huanhuan) - Szun Ja-ting (Sun Yating) | - Csang Csing (Zhang Jing) - Peng Lin - Mei Xiaohan - Vang Hszin-jen (Wang Xinyan) - Zhao Zihan - Zhang Weiwei |

#### Eredmények
Csoportkör
B csoport
| Csapat                 | M | Gy | D | V | G+ | G– | Gk  | P |
| ---------------------- | - | -- | - | - | -- | -- | --- | - |
| Egyesült Államok (USA) | 3 | 3  | 0 | 0 | 34 | 14 | +20 | 6 |
| Spanyolország (ESP)    | 3 | 2  | 0 | 1 | 27 | 29 | –2  | 4 |
| Magyarország (HUN)     | 3 | 1  | 0 | 2 | 29 | 33 | –4  | 2 |
| Kína (CHN)             | 3 | 0  | 0 | 3 | 23 | 37 | –14 | 0 |

| 2016. augusztus 9. 9:00 (14:00) | Kína (CHN)           | 11–13       | Magyarország (HUN) | Maria Lenk Aquatic Center, Rio de Janeiro Játékvezetők: Nenad Peris (CRO), Georgios Stavridis (GRE) |
| 2016. augusztus 9. 9:00 (14:00) | (2–2, 4–4, 3–6, 2–1) |             |                    | Maria Lenk Aquatic Center, Rio de Janeiro Játékvezetők: Nenad Peris (CRO), Georgios Stavridis (GRE) |
| 2016. augusztus 9. 9:00 (14:00) | Ma, Niu 3            | Jegyzőkönyv | Czigány 4          | Maria Lenk Aquatic Center, Rio de Janeiro Játékvezetők: Nenad Peris (CRO), Georgios Stavridis (GRE) |

| 2016. augusztus 11. 11:40 (16:40) | Kína (CHN)              | 4–12        | Egyesült Államok (USA) | Maria Lenk Aquatic Center, Rio de Janeiro Játékvezetők: Radosław Koryzna (POL), Filippo Gomez (ITA) |
| 2016. augusztus 11. 11:40 (16:40) | (1–4 , 0–3 , 2–3 , 1–2) |             |                        | Maria Lenk Aquatic Center, Rio de Janeiro Játékvezetők: Radosław Koryzna (POL), Filippo Gomez (ITA) |
| 2016. augusztus 11. 11:40 (16:40) | négy játékos 1          | Jegyzőkönyv | két játékos 4          | Maria Lenk Aquatic Center, Rio de Janeiro Játékvezetők: Radosław Koryzna (POL), Filippo Gomez (ITA) |

| 2016. augusztus 13. 9:00 (14:00) | Kína (CHN)           | 8–12        | Spanyolország (ESP) | Maria Lenk Aquatic Center, Rio de Janeiro Játékvezetők: Boris Margeta (SLO), German Moller (ARG) |
| 2016. augusztus 13. 9:00 (14:00) | (2–3, 4–4, 1–2, 1–3) |             |                     | Maria Lenk Aquatic Center, Rio de Janeiro Játékvezetők: Boris Margeta (SLO), German Moller (ARG) |
| 2016. augusztus 13. 9:00 (14:00) | Zhang C. 3           | Jegyzőkönyv | López 4             | Maria Lenk Aquatic Center, Rio de Janeiro Játékvezetők: Boris Margeta (SLO), German Moller (ARG) |

Negyeddöntő
| 2016. augusztus 15. 19:40 (0:40) | Olaszország (ITA)    | 12–7        | Kína (CHN) | Maria Lenk Aquatic Center, Rio de Janeiro Játékvezetők: Georgios Stavridis (GRE), Adrian Alexandrescu (ROU) |
| 2016. augusztus 15. 19:40 (0:40) | (1–1, 3–1, 4–2, 4–3) |             |            | Maria Lenk Aquatic Center, Rio de Janeiro Játékvezetők: Georgios Stavridis (GRE), Adrian Alexandrescu (ROU) |
| 2016. augusztus 15. 19:40 (0:40) | Bianconi 3           | Jegyzőkönyv | Zhang 3    | Maria Lenk Aquatic Center, Rio de Janeiro Játékvezetők: Georgios Stavridis (GRE), Adrian Alexandrescu (ROU) |

Az 5–8. helyért
| 2016. augusztus 17. 15:10 (20:10) | Kína (CHN)           | 6–11 | Spanyolország (ESP) | Maria Lenk Aquatic Center, Rio de Janeiro Játékvezetők: Radoslaw Koryzna (POL), Fabio Toffoli (BRA) |
| 2016. augusztus 17. 15:10 (20:10) | (2–2, 0–2, 2–4, 2–3) |      |                     | Maria Lenk Aquatic Center, Rio de Janeiro Játékvezetők: Radoslaw Koryzna (POL), Fabio Toffoli (BRA) |
| 2016. augusztus 17. 15:10 (20:10) | Ma 2                 |      | öt játékos 2        | Maria Lenk Aquatic Center, Rio de Janeiro Játékvezetők: Radoslaw Koryzna (POL), Fabio Toffoli (BRA) |

A 7. helyért
| 2016. augusztus 19. 10:00 (15:00) | Brazília (BRA)       | 5–10        | Kína (CHN)      | Maria Lenk Aquatic Center, Rio de Janeiro Játékvezetők: Daniel Flahive (AUS), Nenad Peris (CRO) |
| 2016. augusztus 19. 10:00 (15:00) | (2–2, 0–2, 0–2, 3–4) |             |                 | Maria Lenk Aquatic Center, Rio de Janeiro Játékvezetők: Daniel Flahive (AUS), Nenad Peris (CRO) |
| 2016. augusztus 19. 10:00 (15:00) | Chiappini 3          | Jegyzőkönyv | három játékos 2 | Maria Lenk Aquatic Center, Rio de Janeiro Játékvezetők: Daniel Flahive (AUS), Nenad Peris (CRO) |

| Csapat     | Helyezés |
| ---------- | -------- |
| Kína (CHN) | 7.       |